# Velletri
Velletri (IPA: /velˈletri/) è un comune italiano di 52 978 abitanti della città metropolitana di Roma Capitale nel Lazio.
Il centro storico sorge sulle propaggini meridionali dei Colli Albani, a 332 mslm. Incluso –  ma solo da alcuni – nell'area dei Castelli Romani nonostante la sua lunga tradizione di libero comune.

Antichissima città dei Volsci (Velester, e Velitrae in latino) e già autorevole al tempo di Anco Marzio, lo storico Dionigi d'Alicarnasso la definisce ἐπιφανής (epiphanés), "illustre". Sede suburbicaria di Velletri-Segni, è stato teatro di due storiche battaglie: nel 1744 e nel 1849.

## Geografia fisica
(Gaetano Moroni, Dizionario di erudizione storico-ecclesiastica - Velletri, vol. LXXXIX p. 214, Venezia 1851.)

### Territorio

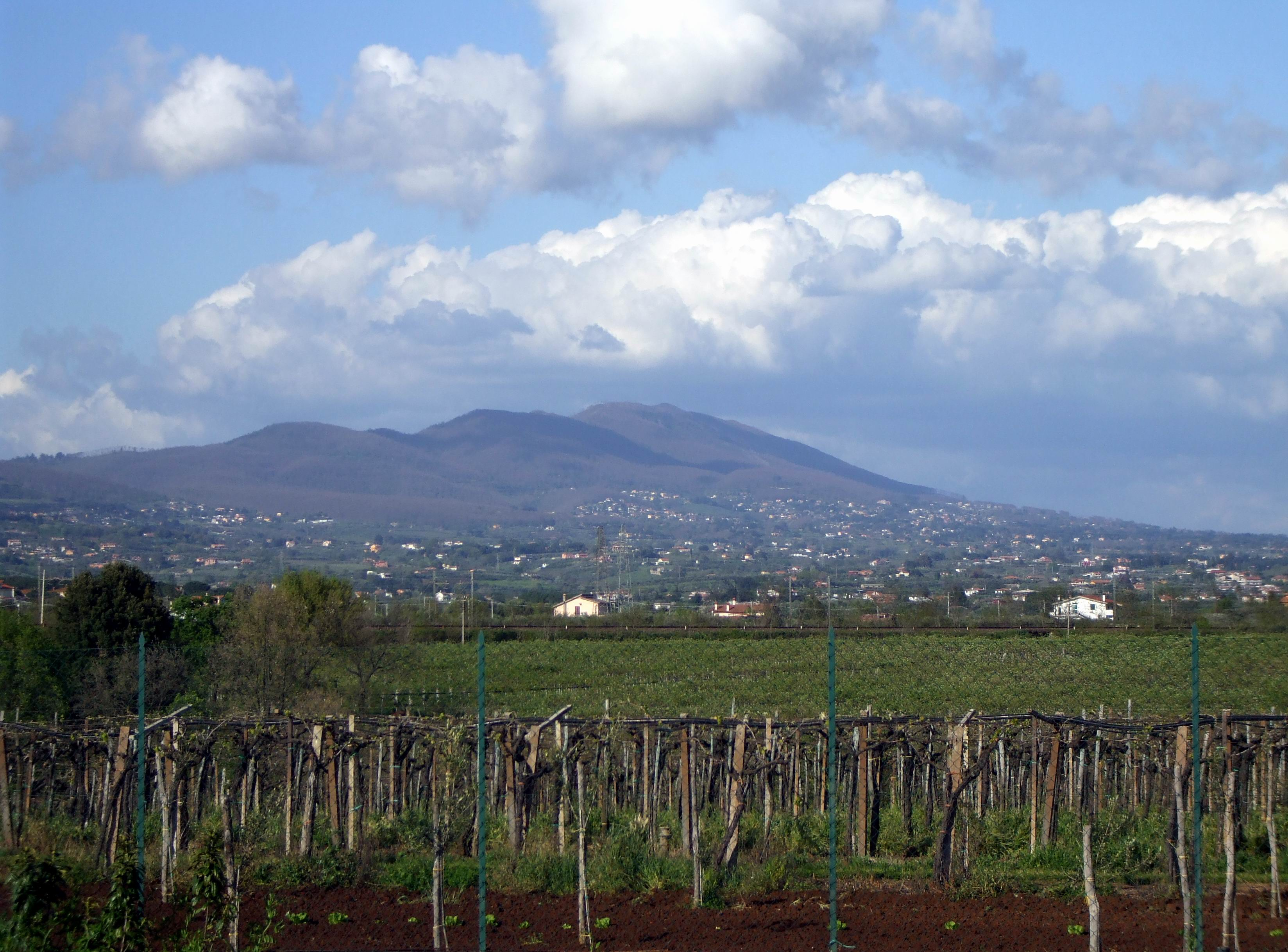
La dorsale del Monte Artemisio sede di alcune contrade veliterne

Il territorio di Velletri si estende a cavallo tra due zone ben distinte: la parte settentrionale è posta sulle propaggini meridionali del sistema dei Colli Albani, formatosi geologicamente circa 150.000 anni fa, dopo il collasso della caldera del Vulcano Laziale; la parte meridionale è invece ai margini dell'Agro Pontino, la cui bonifica, iniziata già al tempo di papa Pio VI, si compì solo con il fascismo.
Secondo la classificazione data dal Servizio Geologico d'Italia, buona parte del territorio veliterno verso valle è composto da terreno di tipo lps, ovvero da paleosuoli; il resto è in prevalenza composta da suoli di natura lp, lapilli di vario colore distintamente stratificati con intercalazioni cineritiche, zone talora argillificate, ricchi di minerali femici isolati, e abbondante leucite analcimizzata. In banchi circoscritti situati a ridosso del centro storico, il suolo è composto da materiale β5, classificato come leucite metallitica di Velletri.
- Classificazione sismica: zona 2 (sismicità medio-alta)[18][19]

#### Idrografia
Il territorio di Velletri raccoglie solo gli scoli di numerose vene d'acqua che originano più a monte e che nel corso dei secoli hanno scavato valloni e calanchi in direzione del mare. Questi corsi d'acqua, la maggior parte dei quali a carattere torrentizio o di piccola portata, prendono il nome di fossi. Sono da menzionare:
- Fosso Minella, ai margini del territorio comunale verso Genzano di Roma, in prossimità della località di Sant'Eurosia. Questo fosso si origina dal Monte Spina (731 m s.l.m.), in territorio di Nemi, con il nome di fosso dell'Acqua Lucia. Assume quindi la denominazione di fosso Minella dopo il ponte della Strada Statale 7 Via Appia a 405 m s.l.m., ai piedi di Colle degli Olmi. Parallelo al fosso Minella scorre anche il fosso delle Tre Armi, che poi si unisce ad esso;
- Fosso di Sant'Eurosia, originato da Colle degli Olmi e attraversante la località omonima, posta a 238 m s.l.m.;
- Fosso Paganica, parallelo agli altri due fossi sopra descritti, orientato in direzione NE-OS, questo corso d'acqua nasce da vene d'acqua presenti su Colle Caldaro (467 m s.l.m.), in prossimità del chilometro 37 della Strada Statale 7 Via Appia, e su Colle Tondo (596 m s.l.m.);
- Fosso di Ponte Veloce, che nasce da vene d'acqua presenti su Colle Tondo, sul Maschio dell'Artemisio (812 m s.l.m.) e nella selva di Faccialone (615 m s.l.m.). Questo corso d'acqua in prossimità di villa Borgia, superato il centro storico di Velletri, cambia nome in fosso Farina, e subduce al ponte in ferro della ferrovia Roma-Velletri;
- Fosso di Anatolia, originato da Colle Bello (600 m s.l.m.), scorre ai piedi dell'altura su cui sorge il centro storico, fino a confluire nel sunnominato fosso Farina già di Ponte Veloce;
- Fosso del Peschio, originato dall'Acqua del Peschio (600 m s.l.m.) sottostante Monte Peschio, scorre verso valle fino al chilometro 0 di via Ariana, da dove poi si disperde nel Vallone la Regina, che scorre tangenziale al centro storico.

Altre sorgenti importanti sono l'Acqua de' Ferrari, a quota 650 m s.l.m., sottostante Monte de' Ferrari (886 m s.l.m.) presso il territorio di Rocca di Papa, da cui parte l'acquedotto comunale; le sorgenti Marcaccio, Tevola e Bocca d'Orto (602 m s.l.m.); l'Acqua Palomba, che denomina un'intera zona ai confini con Lariano; l'Acqua Vivula, a 227 m s.l.m. al chilometro 41 della strada statale 7 Via Appia verso Cisterna di Latina.

#### Orografia
Nel territorio veliterno le quote più elevate sono nella parte settentrionale e in quella orientale, nel sistema dei Colli Albani: si tratta, rispettivamente, del Monte Artemisio (939 m s.l.m.) e del Maschio di Lariano (891 m s.l.m.).
Il centro storico ha un'altitudine sostanzialmente uniforme: a parte i 380 m s.l.m. di Via Castello e del colle dei Cappuccini, l'altitudine di piazza Cairoli è 358 m s.l.m., quella di piazza Giuseppe Garibaldi 340 m s.l.m., quella di porta Napoletana 322 m s.l.m.. La stazione ferroviaria sorge a 292 m s.l.m.. La zona occidentale della città murata è un po' più alta: a San Lorenzo l'altitudine raggiunge i 378 m s.l.m.
Per il resto, il territorio a mezzogiorno e occidente è situato a quote generalmente inferiori ai 300 m s.l.m..

### Clima
Secondo la classificazione dei climi di Köppen, Velletri rientra nella fascia del “Clima temperato caldo mediterraneo a siccità estiva” (Csa). Dal punto di vista termico le temperature della città differiscono di poco comparate alla sottostante Pianura Pontina rispetto a cui si registrano, generalmente, 1° o 2 °C in meno. In condizioni di alta pressione entrano poi in gioco le innumerevoli inversioni termiche, tipica prerogativa del Lazio. A 25 km dalla costa, Velletri risente ancora dell'influenza mitigatrice del Mar Tirreno. Essa si manifesta attraverso un caratteristico delicato zéfiro, popolarmente chiamato Ponentino dai vicini romani, ossia una brezza che spira in estate e nelle stagioni intermedie mantenendo le temperature dei pomeriggi estivi su valori accettabili. Nell'ultimo decennio, tuttavia, si nota una maggiore frequenza d'anticiclone africano con temperature massime pari o leggermente superiori a 35 °C in più di un'occasione.
Le stagioni intermedie sono le più gradevoli, con l'autunno più caldo della primavera e temperature costantemente miti. Non sono rari, in primavera, refoli d'inverno con improvvise diminuzioni di temperatura associate ad episodi di maltempo. Al pari, in autunno, giornate fresche possono alternarsi a giornate più calde fino a ottobre inoltrato. L'inverno è costituito da periodi tendenzialmente miti, interrotti da rapidi e intensi picchi di freddo senza che si raggiungano, tuttavia, temperature eccessivamente basse. Nelle notti più rigide la temperatura può raggiungere o scendere, in talune occasioni, lievemente sotto lo 0 °C. Generalmente la sensazione di freddo è fortemente acuita dai burrascosi venti da nord-est che accompagnano sovente le irruzioni di aria fredda.
Per quanto riguarda i fenomeni meteorologici Velletri presenta un andamento pluviometrico a cadenza fortemente irregolare. Si alternano periodi siccitosi discretamente lunghi a periodi caratterizzati, al contrario, da precipitazioni frequenti. Quest'ultime si manifestano in ogni stagione e quasi sempre sotto forma di nubifragi, temporali e scariche di grandine. La causa è da attribuire all'orografia. Le correnti perturbate provenienti da sud-ovest, foriere d'umidità, impattano sulla catena dei Colli Albani che abbraccia da nord la città, dando luogo al cosiddetto fenomeno dello stau e originando le classiche piogge orografiche. La siccità estiva, inoltre, può essere interrotta dai temporali di calore estivi pomeridiani benché, negli ultimi anni, sia evidente una notevole diminuzione della frequenza degli stessi.
La media annua precipitativa di Velletri va dai 1000 mm della zona al confine con i comuni di Aprilia e Cisterna di Latina, ai 1400 mm del centro abitato, fino ai 1600 mm dell'area dei Pratoni del Vivaro, al confine con il comune di Rocca di Papa. 
La nevosità dell'area, invece, segue il classico andamento del versante tirrenico italiano, con accumuli nulli o scarsi in pianura (media annuale di 0–5 cm dai 56 ai 400 metri di quota), lievi in collina (5–10 cm dai 400 ai 600 metri di quota), moderati in montagna (10–20 cm dai 600 ai 939 metri di quota). Le nevicate abbondanti al di sotto dei 400 metri di quota sono affidate all'azione di masse d'aria molto fredda e instabile provenienti da nord-ovest (Valle del Rodano). Accumuli superiori ai 10 cm, in tal caso, sono possibili anche in città e in pianura dove però, normalmente, la neve non perdura al suolo a lungo.
Il limite massimo per l'accensione degli impianti di riscaldamento è fissato a dodici ore giornaliere dal 1º novembre al 15 aprile, a meno che situazioni climatiche particolari non ne giustifichino l'uso in altri periodi dell'anno.
| Velletri Centro            | Mesi  | Mesi  | Mesi  | Mesi  | Mesi | Mesi | Mesi | Mesi | Mesi | Mesi  | Mesi  | Mesi  | Stagioni | Stagioni | Stagioni | Stagioni | Anno    |
| Velletri Centro            | Gen   | Feb   | Mar   | Apr   | Mag  | Giu  | Lug  | Ago  | Set  | Ott   | Nov   | Dic   | Inv      | Pri      | Est      | Aut      | Anno    |
| -------------------------- | ----- | ----- | ----- | ----- | ---- | ---- | ---- | ---- | ---- | ----- | ----- | ----- | -------- | -------- | -------- | -------- | ------- |
| T. max. media (°C)         | 10,6  | 11,3  | 13,9  | 17,8  | 22,8 | 27,9 | 31,4 | 31,3 | 26,5 | 20,8  | 15,2  | 12,1  | 11,3     | 18,2     | 30,2     | 20,8     | 20,1    |
| T. min. media (°C)         | 3,8   | 4,0   | 5,7   | 8,4   | 11,7 | 15,3 | 17,9 | 17,9 | 15,4 | 11,8  | 8,2   | 5,4   | 4,4      | 8,6      | 17,0     | 11,8     | 10,5    |
| Precipitazioni (mm)        | 128,0 | 104,0 | 119,0 | 100,0 | 89,0 | 62,0 | 39,0 | 56,0 | 93,0 | 151,0 | 179,0 | 125,0 | 357,0    | 308,0    | 157,0    | 423,0    | 1 245,0 |
| Umidità relativa media (%) | 74    | 72    | 68    | 68    | 63   | 61   | 60   | 61   | 68   | 73    | 73    | 74    | 73,3     | 66,3     | 60,7     | 71,3     | 67,9    |

- Classificazione climatica: zona D, 1544 GR/G
- Diffusività atmosferica: media

## Origini del nome
L'etimologia del toponimo "Velletri" è controversa: si discute se abbia origine italica (volsca) o etrusca.
Secondo i sostenitori dell'origine italica, il toponimo deriva da un antico termine volsco affine al latino "velia" ("palude") e corrispondente anche al greco "ουελια" ("uelia"). Da qui Velestrom, quindi luogo paludoso o prossimo ad una palude, nome usato probabilmente dai Volsci per chiamare l'antica Velletri.
Secondo i sostenitori dell'origine etrusca, la sillaba Vel- ("luogo") corrisponde alla prima sillaba di altri toponimi di area etrusca: Volterra (etrusco Velathri), Volturno (Velthurne), Vulci (VelXe) ecc.
I Romani in seguito denominarono la stessa città Velitrae, da cui il greco Ουελιτραι ("Ouelitrai"), Ουελιτρα ("Ouelitra") o Βελιτρα ("Belitra").
Nel Medioevo, vengono attestate almeno sei varianti nel nome di Velletri riscontrate da vari atti ufficiali fino all'XI secolo: appaiono infatti Velletrum, Veletrum, Veletra, Velitrum, Bellitro, Villitria.
In seguito, fino al XVIII secolo, accanto al toponimo corretto Velletri sopravvissero forme parallele come Blitri e Belitri.
La voce vel significa acqua, acque, corso d'acqua, fiume.

## Storia

### Età antica
(Antonio Nibby, Analisi storico-topografico-antiquaria della carta de' dintorni di Roma - Velletri, vol. III p. 440, Roma, 1829.)
Infatti proprio all'epoca del leggendario Anco Marzio, Roma venne per la prima volta in conflitto con i Volsci. A causa di alcune violazioni del confine da parte dei Volsci, Anco Marzio si sentì in dovere di entrare manu militari nel territorio volsco ed assediare Velitrae, che venne a patti con Roma siglando anche un'alleanza. In forza di questa alleanza, la Gens Octavia, originaria di Velitrae, al momento del suo trasferimento a Roma all'epoca di Tarquinio Prisco, ottenne immediatamente il riconoscimento della cittadinanza romana e dei diritti politici.
Quando, circa nel 510 a.C., cadde la monarchia di Roma, la Lega Latina assieme agli Etruschi di Porsenna si allearono per rimettere Tarquinio il Superbo sul trono. Anche i Volsci di Velitrae parteciparono a questa alleanza, ma quando nella battaglia del Lago Regillo (499 a.C. o 496 a.C.) i Latini vennero sbaragliati dai Romani, i Volsci continuarono ad essere ostili a Roma. Nel 494 a.C., infatti, il Senato inviò il console Aulo Verginio Tricosto Celiomontano a sconfiggere i Volsci: si tenne una battaglia campale in prossimità di Velitrae, al termine della quale i Volsci, sconfitti, fuggirono in città inseguiti dai Romani, che saccheggiarono e conquistarono la città, nella quale fu installata una colonia romana.
Forse è proprio a questa battaglia a cui fa riferimento Bonaventura Teuli nel suo Theatro Historico di Velletri, quando riferisce:
(Padre Bonaventura Theuli, Theatro Historico di Velletri, p. 34, Velletri 1644 (I ed.).)
Questo ponte Menello, anche denominato Minelli o Miniello in dialetto velletrano avrebbe dunque servito egregiamente per circa duemilacinquecento anni i velletrani, prima di venire recentemente sostituito da un nuovo viadotto.
Nel 443 a.C. però i coloni romani di Velitrae si schierarono insieme ai Volsci contro Roma, attirandosi contro l'ostilità romana sotto forma prima dei tribuni Lucio e Spurio Papirio che, nel 381 a.C., sconfissero veliterni e prenestini in una battaglia campale ai piedi delle mura cittadine, poi nel 379 a.C. di Marco Furio Camillo e quindi nel 377 a.C. di Lucio Quinzio Cincinnato, che espugnò Velitrae ancora una volta. Tuttavia, ancora nel 365 a.C. i Romani dovettero assediare Velitrae, finché nel 338 a.C. i Romani non presero seri e definitivi provvedimenti contro il perenne ribellismo di Velitrae:
(Tito Livio, Ab Urbe condita, lib. VIII v. XIV ; traduzione di Antonio Nibby.)
Con la perdita della libertà politica, Velitrae iniziò a decadere: priva di mura e isolata dalla grandi vie di comunicazione - la via Appia allora passava per Lanuvio - venne colonizzata ai sensi della Lex Sempronia di Caio Sempronio Gracco.
Ottaviano Augusto, nato Caio Ottavio Turino, primo imperatore di Roma, era di famiglia veliterna da tempo stanziatasi a Roma, la gens Ottavia già nominata. Non nacque, quindi, a Velitrae, ma a Roma. Tuttavia, i veliterni ebbero diversi decenni prima della sua nascita una famosa premonizione della fortuna del bambino che sarebbe nato, premonizione raccontata da Svetonio e immortalata negli affreschi settecenteschi nel Palazzo Comunale:
(Gaio Svetonio Tranquillo, Vita divi Augusti, v.II.)
Sulle estreme propaggini dei Colli Albani, a 3 chilometri circa ad occidente di Velletri, si estendono, sul colle detto San Cesareo, i ruderi di una grande villa romana, ritenuta per tradizione proprietà della famiglia degli Ottavi, di origine veliterna. Durante il Medioevo, sui resti di questa antica villa s'impiantò un insediamento cristiano, dedicato a san Cesario di Terracina, attestato proprio da un battistero costruito riutilizzando un ambiente in reticolato e laterizi dotato di un impianto idrico.

### Medioevo
(Antonio Nibby, Analisi storico-topografico-antiquaria della mappa de' dintorni di Roma - Velletri, vol. III p. 463, Roma 1847.)
La prima informazione su Velletri nel Medioevo è datata 465: si tratta delle menzione di un tale Adeodato, vescovo cittadino. Tra V e VI secolo la diocesi veliterna andò sempre più acquisendo importanza: nel 592 infatti papa Gregorio I accorpò a Velletri la diocesi decaduta di Tres Tabernae, sulla via Appia. Nello stesso tempo, numerosi pontefici menzionano fondi e beni ecclesiastici situati in Velitris.
Nel X secolo Velletri cadde verosimilmente sotto la signoria dei Conti di Tuscolo: infatti risulta menzionato, nel 981, un tale Stefano dux di Ariccia, Velletri e Tuscolo. Del resto, l'intera area dei Colli Albani e dei Monti Prenestini era dominata dai Conti di Tuscolo, inclusa la rocca di Lariano prossima a Velletri.
Nel 1084 Roberto il Guiscardo marciò contro Roma e, transitando per Velletri, incontrò la resistenza degli abitanti, che furono ricompensati per questo dal Papa, nel 1101, con un Breve che assegnò amplissimi confini alla Comunità veliterna.
Nel XIII secolo Velletri era amministrata in forma di repubblica: ci erano il Consiglio Maggiore, formato dai consules, poi rimpiazzati da una consulta di novemviri; un Sindaco, con compito di vigilanza; i Connestabili, con funzioni di guide militari; e un Podestà per i compiti giudiziari.
Papa Alessandro IV (1254 - 1261), già vescovo di Velletri, ordinò durante il suo pontificato di portare in Velletri le reliquie dei santi martiri Ponziano ed Eleuterio, conservate da allora nella cripta sottostante la Cattedrale.
Nel 1268 venne confermata la concordia tra la Comunità di Velletri e la castellania di Lariano, soggetta alla Camera Apostolica, ai sensi della quale i velletrani dovettero riconquistare il castello occupato in quel periodo da Riccardo Annibaldi.
Nel 1298 papa Bonifacio VIII, che prima di divenire Papa era forse stato Podestà di Velletri per sei mesi, con tre bolle alienò la città da ogni soggezione al governo provinciale della Marittima e Campagna, rendendo di fatto la città praticamente indipendente.
Nel 1328 l'esercito di Ludovico il Bavaro si accampò a Velletri, prima di entrarvi; ma in seguito alla distruzione di Cisterna, i velletrani si rifiutarono di far entrare di nuovo l'imperatore in città.
Nel 1342, Nicola Caetani, signore di Fondi, assediò Velletri per impadronirsene: la città tuttavia resistette valorosamente fino all'arrivo di rinforzi da Roma, anche se, dopo la scacciata del Caetani, le autorità cittadine, per l'aiuto ricevuto, dovettero subire la nomina di un Podestà nominato da Roma. Questo tipo di vassallaggio durò fino al 1374, quando, a seguito di polemiche alimentate dai velletrani, si arrivò a un accordo secondo il quale il Podestà sarebbe stato eletto ogni sei mesi: le prime quattro volte la scelta sarebbe toccata direttamente a Roma, mentre per tutte le altre scelte a venire sarebbe bastata la sol ratifica da parte romana. Tuttavia i Caetani rinunceranno definitivamente ad ogni pretesa su Velletri solo nel 1385.
Nel 1353 venne inaugurata la Torre del Trivio, simbolo della città di Velletri e del suo prestigio: era il 15 aprile, secondo quanto ricordato da una lapide in caratteri gotici apposta su un muro ad perpetuam rei memoriam.
Nel 1408 Ladislao I di Napoli, durante il suo tentativo di conquistare lo Stato Pontificio, occupò Velletri che gli aveva resistito. Tuttavia confermò magnanimamente gli Statuti cittadini e l'indipendenza. Ladislao tornò una seconda volta a Velletri nel 1413.
Nel 1434, durante la lotta contro i Colonna ed i Savelli, Papa Eugenio IV rase al suolo il castello di Lariano con l'aiuto di 800 soldati velletrani, ragion per cui il territorio della castellania venne concesso alla Comunità di Velletri, rimanendo accorpato a Velletri fino al 1967.
Il 21 agosto 1482, durante la Guerra del Sale tra papa Sisto IV e Ferrante d'Aragona, 500 soldati velletrani, fra cui 250 balestrieri considerati tra i migliori militi italiani, combatterono assieme alle truppe pontificie di Roberto Malatesta nella battaglia di Campomorto, in una zona paludosa prossima al territorio velletrano, oggi in comune di Aprilia. La vittoria arrise ai pontifici, e i velletrani vennero ricompensati per la fedeltà alla Santa Sede.

### Età moderna
(Giuseppe Bassi, Descrittione della città di Velletri, Roma, 1631.)
Nel 1512 è attestato che Velletri è ancora libera, e che il governo della città è tenuto dai Priori, sostituti dei novemviri, in numero di nove, eletti ogni sei mesi; da un Sindaco, eletto ogni anno, e da altre figure come i Grascieri, i Maestri di Strada, il Procuratore dei Poveri, ed altre.
Da questi anni si inizia ad avere notizia concreta di Famiglie D'Alta Nobiltà(Tintisona, Mammucari,Etc.) sebbene gli storici siano certi che esse abitassero in loco già da moltissimo tempo.
Nel novembre 1526 un contingente velletrano inviato da papa Clemente VII contribuì a radere al suolo il castello di Marino, feudo dei Colonna nemici del Papa e alleati della Spagna. In seguito a questo fatto, Ascanio Colonna, signore di Marino, dopo il sacco di Roma del 7 maggio 1527, quando il Papa è recluso in Castel Sant'Angelo, costringe la Comunità di Velletri ad refectionem, reedificationem et restaurationem terrae Mareni: i velletrani cioè dovranno fornire 15.000 scudi in terreni comunali, oltre a 12.600 scudi con pagamento rateizzato, e più di 6.000 rubbia di calce e 15.000 coppi per la riparazione dei danni compiuti. Inoltre, i lanzichenecchi giungeranno fino a mettere a sacco Velletri.

Il Palazzo comunale e il Tempietto di Santa Maria del Sangue in una foto del 1935

Dopo questo episodio, si può considerare cessato il periodo dell'indipendenza politica di Velletri: nel 1559 infatti il Papa impose a Velletri il governo anche civile del cardinale vescovo, il primo dei quali fu Giovanni Pietro Carafa, poi papa Paolo IV.
Nel 1589 papa Sisto V sciolse il governo civile da quello temporale del vescovo, restituendo libertà al Comune: ma papa Gregorio XIV nel 1591 ordinò la riunificazione dei due poteri, sigillando così la fine definitiva del libero comune.
Nel 1744 a Velletri si combatté una battaglia della guerra di successione austriaca tra le truppe austriache del principe Cristiano di Lobkowitz e quelle ispano-napoletane del re Carlo di Borbone. La vittoria arrise a questi ultimi. Nel territorio veliterno rimasero i segni della guerra, oltre che nelle strade scavate dal genio militare napoletano sul monte Artemisio, anche in vari edifici bombardati.

Il 18 febbraio 1798 Velletri proclamò la repubblica unitamente ad Albano e Frascati, seguita dopo poco da Marino, ad imitazione di Roma che aveva proclamato la Repubblica Romana. (Vedi Rivoluzione francese nei Castelli Romani e a Velletri)
Il 1º febbraio 1832, dopo il ritorno del Papa nello Stato Pontificio, Gregorio XVI istituì la Delegazione di Velletri con il motu proprio Luminose prove, istituzione riconfermata nel 1850 da Pio IX con l'aggiunta dei territori della Delegazione di Frosinone. Di fatto, così Velletri era un capoluogo di provincia.
Nel 1848, durante la Repubblica Romana, Giuseppe Garibaldi affrontò Ferdinando II di Borbone in una battaglia campale presso Velletri, ottenendo una clamorosa vittoria (Vedi Battaglia di Velletri (1849)).
In seguito Garibaldi, rimasto affezionato a Velletri, scriverà alcune parole dedicate alla battaglia ora scolpite su una parete del cascinale su via Ariana che ospitò il quartier generale garibaldino:
Per quanto riguarda la comunicazioni, nel 1856 arrivò a Velletri il telegrafo e nel 1863 Pio IX inaugurò la ferrovia Roma-Velletri, la terza linea ferroviaria dello Stato Pontificio e una delle prime in Italia. (Vedi Ferrovia Roma-Velletri)
Questo giovò non poco alla crescita della cittadina, anche dopo il passaggio al Regno d'Italia nel settembre 1870 e l'accorpamento alla provincia di Roma: infatti nel 1885 sorse il primo istituto bancario in senso moderno, la Cassa di Risparmio di Velletri; nel 1882 si tenne a Velletri una Fiera Enologica e in questi stessi anni nasceva la nota Cantina Sperimentale.

### Il terremoto del 1806
Alle 8:36 del 26 agosto 1806 un terremoto di magnitudo 5,8 della scala Richter (VIII-IX scala Mercalli) colpì i Colli Albani. Si ebbero i massimi effetti nella città di Velletri, epicentro della scossa, dove vi fu una situazione di disastro territoriale con chiese, abitazioni e conventi rasi al suolo. Si tramanda che non si ebbero vittime, come ricordato anche in una lapide esposta nel 2006 nel Palazzo Comunale in occasione del bicentenario dell'evento. Il periodo sismico fu molto breve. Alla scossa principale seguirono alcune repliche il giorno stesso e il giorno 28 agosto. Fu il più violento terremoto prodotto dall'edificio vulcanico dei Colli Albani. Alcuni danni si verificarono anche a Roma. La scossa venne avvertita in tutto il centro-sud fino a Napoli, Grosseto, Terni e Pescara. Gli abitanti di Roma e dei Colli Albani spaventati, organizzarono messe solenni. Nacque in questo modo a Velletri la Festa della Madonna delle Grazie.

### Il XX secolo
Nel 1913 arrivarono a Velletri le Tramvie dei Castelli Romani, che collegavano la cittadina direttamente a Roma e agli altri Castelli Romani e che rimasero in funzione su questa tratta fino al 1953.
Nel 1927 l'OND (Opera Nazionale Dopolavoro), per volere del regime fascista, istituì la Festa dell'Uva e del Vino, che si celebra ad ottobre. Nel 1927 viene inaugurato alla presenza del Re il Monumento ai Caduti in piazza Giuseppe Garibaldi, è il 4 giugno.

#### Seconda guerra mondiale
Durante la seconda guerra mondiale, dopo lo sbarco anglo-americano ad Anzio (22 gennaio 1944), Velletri fu al centro del conflitto: negli ultimi giorni del maggio 1944, mentre cadevano sia la linea Gustav a Cassino che la linea Hitler a Pontecorvo, i tedeschi crearono una terza linea fortificata, chiamata linea Caesar, che si estendeva fra Torvaianica, Lanuvio, Velletri, Artena e Valmontone. A Velletri era di stanza la I divisione paracadutisti della Wehrmacht, Il generale statunitense Mark Wayne Clark ordinò il 25 maggio un'offensiva contro la linea Caesar, che tuttavia resistette duramente; sennonché la 36ª divisione di fanteria americana comandata dal general Walker individuò una falla nello schieramento tedesco sul Monte Artemisio, tra Velletri e Valmontone: così tra il 30 ed il 31 maggio 1944 il 142º ed il 143º reggimento penetravano attraverso lo schieramento tedesco da Monte Artemisio, mentre il 141º attaccava Velletri per copertura; l'operazione riuscì con successo, e il 1º giugno Velletri cadde, seguita il giorno dopo da Valmontone ed il 3 giugno da Lanuvio e dagli altri Castelli Romani.
Il 18 febbraio 1944 tredici cittadini vennero trucidati in contrada Pratolungo dai soldati tedeschi, durante una rappresaglia che non risparmiò nemmeno una donna incinta, Artemisia Mammucari. Nel 1994 fu posta una stele a memoria delle vittime a poca distanza dal luogo dell'eccidio, in via di Vecchia Napoli.
Velletri uscì dalla guerra praticamente distrutta: erano stati danneggiati i suoi monumenti più importanti, dalla Torre del Trivio al Palazzo Comunale e a Palazzo Ginnetti, quest'ultimo distrutto e mai più ricostruito; numerose erano state anche le vittime umane, nonostante lo sfollamento ordinato dalle autorità militari tedesche.
La rinascita recente di Velletri è stata tuttavia rapida ed evidente; nonostante lo smembramento nel 1967 sia a livello amministrativo, con la concessione di indipendenza al comune di Lariano, sia a livello religioso, con lo scorporo della Diocesi di Latina e la successiva creazione della Sede suburbicaria di Velletri-Segni, la città si è ripresa ottimamente, con il sorgere di scuole superiori e di centri culturali, della nuova sede del Tribunale e del Battaglione Allievi Sottufficiali dei Carabinieri, poi I Reggimento Allievi Marescialli e Brigadieri dei Carabinieri e del carcere.

### Oggi
Nel 2000 è stata inaugurata la nuova sede della Biblioteca Comunale "Augusto Tersenghi"; nel frattempo, è in corso tutta un'opera di rinascita culturale con l'apertura del Teatro di Terra (1995) e la riapertura del Teatro "Ugo Tognazzi", il ripristino del Museo civico archeologico e del Museo diocesano. Nel 2013 è stato riaperto anche il Teatro Artemisio.
Il 14 giugno 2001 è stata presentata dall'onorevole Mario Pepe alla Camera dei deputati una proposta di legge sull'istituzione di una provincia dei Castelli Romani con capoluogo proprio Velletri.
(Camera dei Deputati - proposta di legge n° 853 XIV Legislatura, pp. 2-3.)
Nella proposta dell'onorevole Pepe, i comuni che sarebbero dovuti entrare nella provincia dei Castelli Romani erano Albano Laziale, Anzio, Ardea, Ariccia, Artena, Carpineto Romano, Castel Gandolfo, Cave, Colleferro, Colonna, Gavignano, Genazzano, Genzano di Roma, Grottaferrata, Lanuvio, Lariano, Marino, Monte Compatri, Montelanico, Monte Porzio Catone, Nemi, Nettuno, Olevano Romano, Palestrina, Pomezia, Rocca di Papa, Rocca Priora, San Cesareo, San Vito Romano, Segni, Valmontone, Velletri e Zagarolo. Il capoluogo della provincia istituenda sarebbe stato Velletri, sia a ragione della posizione baricentrica che "del ruolo e dell'importanza strategica di Velletri". Le risorse finanziarie assegnate alla provincia, una volta costituita, erano state preventivate in 4.600 milioni di lire.

### Simboli

Stemma di Velletri

Il gonfalone

Stemma, gonfalone e bandiera attuali sono stati concessi con decreto del presidente della Repubblica del 2 luglio 2002.
Lo stemma veliterno, di antichissima origine, è così descritto ufficialmente:
I colori cittadini sono l'argento e il rosso.
Lo storico motto cittadino è Est mihi libertas papalis et imperialis ("Io ho libertà del Papa e dell'Imperatore"), che testimonia la grande importanza avuta nel Medioevo da Velletri come libero comune. La prima parte del motto è Est mihi libertas imperialis, perché secondo la tradizione addirittura il generale bizantino Belisario, per conto dell'imperatore Giustiniano, avrebbe concesso l'autonomia alla Comunità veliterna al tempo della Guerra gotica (535-553). La seconda parte, Est mihi libertas papalis, si formò quando il Papa dopo la Donazione di Sutri (753) ratificò l'indipendenza di Velletri, che durò fra alterne vicende fino al XVI secolo.
Un altro motto cittadino è il più tradizionale SPQV (Senatus Populusque Veliternus), versione provinciale del più noto SPQR.
Si tratta in ogni modo di una tradizione molto recente risalente al XVII secolo. Del motto cittadino, infatti, Ascanio Landi non ne parla, mentre Bonaventura Theuli nel suo Teatro Historico afferma: «Donde habbia havuto principio scritto tanto honorevole, io non l'hò potuto trovare; si tiene però comunemente, c'habbia havuto origine dall'haver de Velletri una Femeglia havuto i suoi natali, la quale è stata seminario de' Pontefici, e d'Imperatori, come se dirà à suo luogo». È solamente Alessandro Borgia a spiegarne l'origine, come riconoscimento da parte di Giustiniano e Narsete, citando però come unica fonte l'Opera imperfetta scritta da suo padre Clemente Erminio Borgia! La menzione del più antico stemma veliterno è riportata sempre dal Borgia che parla di un antichissimo sigillo di metallo trovato frà alcune ruine di Velletri, e conservato già nel museo di Giovanni Paolo Ginnetti, è questa la più antica rappresentazione iconografica che raffigurerà poi lo stemma comunale: un castello con tre torri, non ancora definito come rocca, circondato da alberi da frutto. Sul margine di questo stemma si legge: Signum Communis Veletri, Sit vobis papalis libertas imperialis, motto che verrà poi trasformato in Est mihi libertas papalis et imperialis che comparirà nelle rappresentazioni dello stemma veliterno a partire dal 1643.
Della scritta SPQ Veliternus ne parla per la prima volta Antonio Mancinelli nel suo commento ai Carmi di Orazio pubblicato a Venezia nel 1492, lamentandone la distruzione ad opera di un livore ductus quidam ex Aquapendente oriundus, familiare del cardinale Rotomagense, del quale Mancinelli dice di tacere il nome per non consegnarlo alla storia come era successo a Erostrato distruttore del tempio di Diana Efesina. Il personaggio in questione dovrebbe essere comunque identificabile con Giacomo di Aquasparta, uno dei commissari del cardinale d'Estouteville che nel 1479 stabilirono, con sentenza arbitrale, i confini tra il territorio di Velletri quod fuit Faiole e il castello di Nemi. Sembrerebbe comunque apparentemente inspiegabile una distruzione basata sull'invidia, da parte di un funzionario pubblico alle dirette dipendenze del cardinale, di un reperto archeologico così importante a meno che l'opera non fosse stata frutto di una volgare imitazione contemporanea. Iacobus de Acquasparta era un personaggio molto noto, forse residente nella stessa città di Velletri, già attivo nella regione almeno dal 1472, essendo stato collettore della vigesima dovuta dagli Ebrei, come testimoniato dalla descriptio da lui redatta dei fuochi ebraici della regione. C'è poi una coincidenza temporale quanto meno singolare del ritrovamento della lapide veliterna, avvenuta secondo Mancinelli nella già diruta chiesa di Santo Stefano, con quella su cui era incisa la scritta "SPQ Lanivinus". Di quest'ultima Mancinelli era perfettamente a conoscenza poiché era stata riportata da Martino Filetico nel suo commento ad Orazio pubblicato solo pochi anni prima. Proprio questa testimonianza epigrafica servì a Mancinelli per rilevare l'errore tra le due città di Lavinio e Lanuvio vulgato nelle stampe precedenti al suo commento sulla Geographia di Strabone.
Il gonfalone è un drappo di rosso.

## Monumenti e luoghi d'interesse

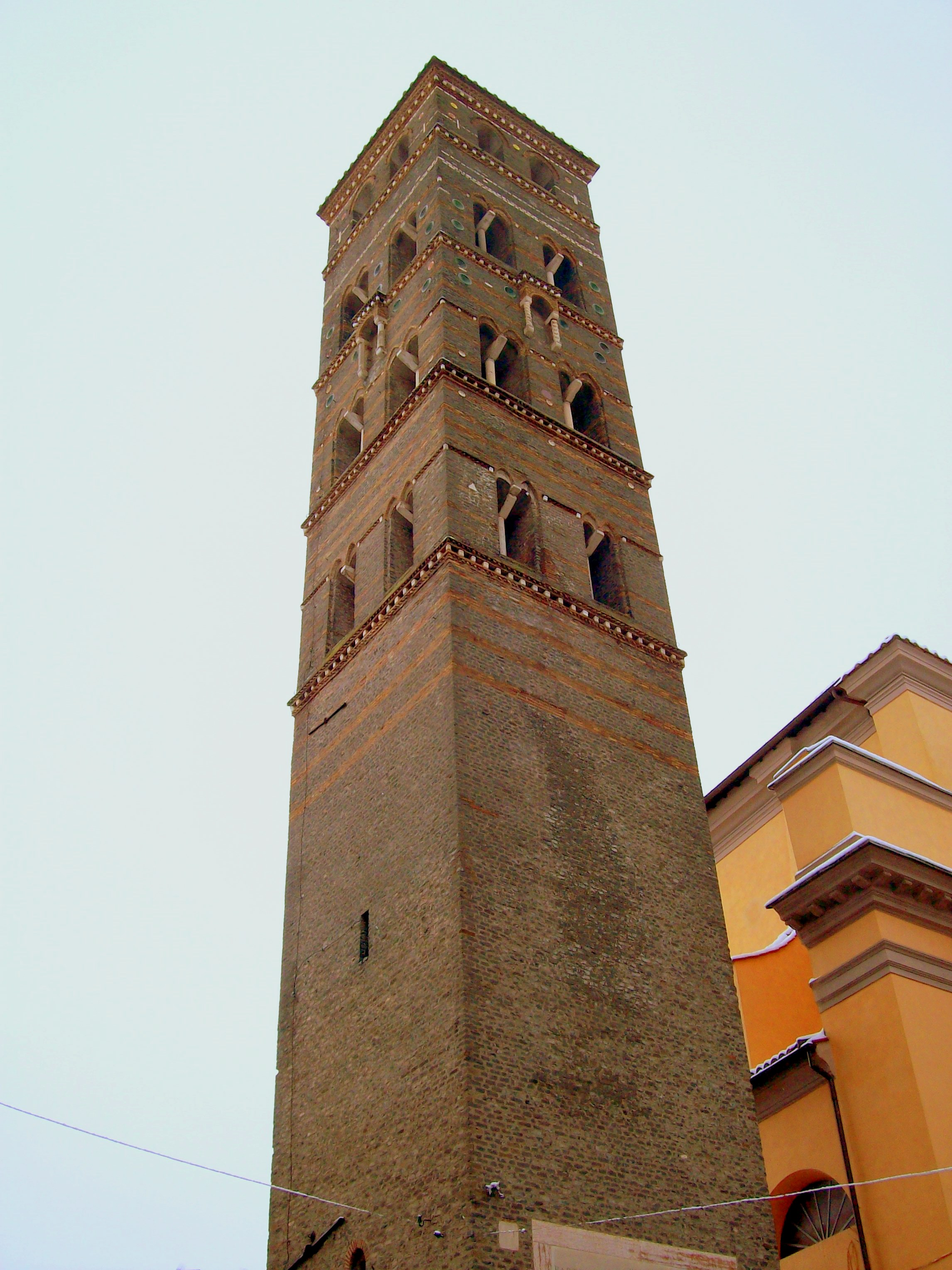
La torre del Trivio, campanile della Chiesa di Santa Maria del Trivio, uno dei simboli della città.

Il Palazzo comunale.

### Architetture religiose
- Basilica Cattedrale di San Clemente
- Chiesa di Santa Maria del Trivio
- Chiesa del Santissimo Salvatore
- Chiesa di San Michele Arcangelo
- Chiesa di San Martino da Tours (XI-XIX secolo)
- Chiesa di Sant'Antonio da Padova
- Ex Chiesa e convento di San Francesco d'Assisi
- Chiesa di San Lorenzo
- Chiesa dei Santissimi Pietro e Bartolomeo
- Chiesa di Santa Chiara d'Assisi
- Chiesa di Santa Teresa[50]
- Chiesa di Sant'Antonio Abate[51]
- Chiesa di San Crispino[52]
- Resti della chiesa della SS. Concezione detta della Coroncina
- Chiesa di San Silvestro[53]
- Chiesa della Madonna della Neve
- Oratorio di Santa Maria del Sangue
- Chiesa della Santissima Trinità
- Chiesa di Sant'Apollonia
- Chiesa di San Giovanni in Plagis
- Chiesa di San Giovanni Battista
- Chiesa di Santa Maria dell'Orto
- Chiesa di Santa Maria degli Angeli
- Chiesa della Santa Croce del Monte Calvario[54]
- Chiesa di Santo Stefano[55]
- Chiesa Santa Maria del Carmine
- Chiesa della Madonna del Rosario
- Chiesa Regina Pacis

### Architetture civili
- Palazzo Comunale; l'edificazione di una nuova sede per ospitare la sede dei Priori della Comunità di Velletri venne votata dal Consiglio Maggiore con delibera del 12 ottobre 1572. La prima pietra del nuovo edificio, concepito in maniera monumentale, venne posata il 26 gennaio 1575. Gli architetti furono Il Vignola e Giacomo della Porta. Completato nel 1590, in realtà gli interventi sulla struttura si protrassero fino al 1720. Distrutto nel 1944, il palazzo è stato ricostruito, in seguito al conflitto mondiale, sostanzialmente fedele al progetto originario.
- Palazzo Vecchio o Palazzo dei Conservatori; iniziato nel 1822 come sede della Delegazione di Velletri, divenne poi dal 1870 sede degli uffici giudiziari e del Palazzo di Giustizia. Danneggiato nel 1944, l'edificio è stato ricostruito fedelmente al progetto originale.
- Palazzo Ginnetti; costruito dal cardinal Marzio Ginnetti alla metà del XVII secolo, era famoso per la loggia arcata del cortile interno e per il vasto parco. La sua decadenza, iniziata nel 1744 quando vi si stanziarono le truppe napoletane e Carlo III di Borbone in margine della battaglia di Velletri, è cessata con la parziale distruzione causata dai bombardamenti anglo-americani del 1944 e la sua seguente totale demolizione nel dopoguerra per far posto a due palazzi moderni. Questione che a distanza di tanti anni ancora provoca nella popolazione amarezza e dubbi. Di esso resta oggi soltanto il parco adibito a giardino pubblico col nome di Villa Ginnetti.
- Palazzo Toruzzi.
- Palazzo Borgia.
- Palazzo Alfonsi.
- Palazzetto Corsini.
- Palazzo Romani.
- Palazzo Filippi.
- Palazzo Vescovile.
- Palazzo De Bonis.
- Convento di San Francesco, dopo l'unità d'Italia Caserma G. Garibaldi (oggi conosciuto come Casermaccia).
- Villa Bernabei (restituita alla città nel 2011 ed utilizzata dal Comune a scopi culturali).

### Architetture militari

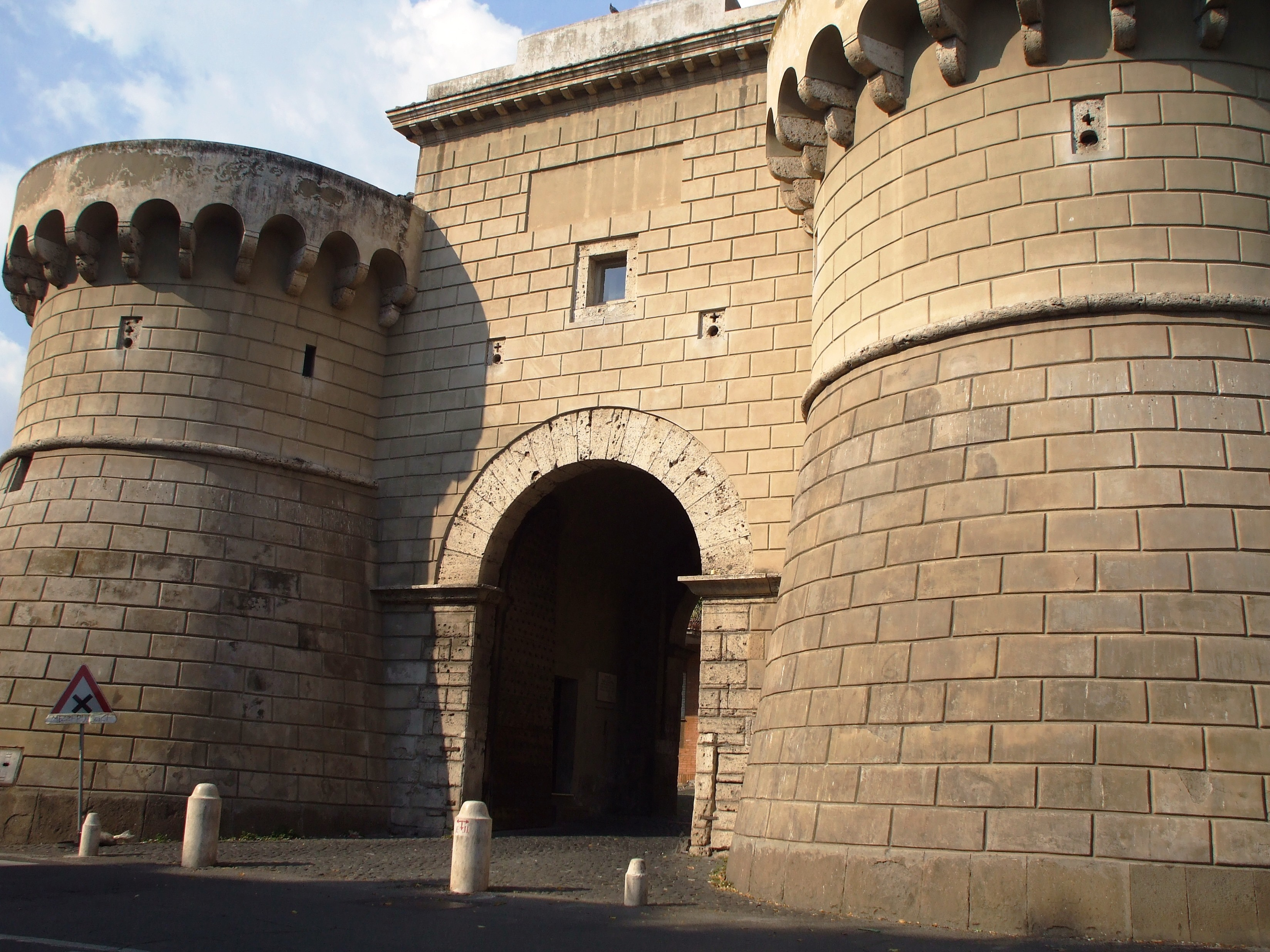
Porta Napoletana, posta in direzione sud.

Velletri fin dall'età volsca venne cinta di poderose mura, rase tuttavia al suolo nel 338 a.C. per punizione dopo la definitiva conquista romana e la riduzione della città allo status di colonia agraria. In età antica, le mura non vennero più ricostruite.
Nel Medioevo, la città venne cinta di poderose mura castellane, nelle quali si aprivano originariamente otto porte: porta Furia, porta del Pontone, porta Santa Martinella (poi inglobata nel Convento del Carmine), Portella, porta Santa Lucia, porta San Giovanni in Plagis, porta Romana e porta Napoletana.
Nel XVI secolo venne riedificata e rafforzata la cerchia muraria, con la chiusura di alcune porte e il mantenimento solo di tre varchi: porta Santa Lucia, porta Napoletana e porta Romana.
Porta Napoletana venne edificata nel 1511 da manovalanze di provenienza lombarda e impressiona per la sua mole e per la sua vetustà, che colpì tra gli altri Gaetano Moroni. Nel 1596 la Congregazione del Buon Governo fece scrivere su una parete della porta l'avviso "Si paga gabella". Questo accesso fortificato non venne smantellato nel corso del XIX secolo né in età successiva, ed è sopravvissuto pressoché incolume fino ai giorni nostri: attualmente ospita la sede locale dell'AIS (Associazione Italiana Sommelier).
Porta Romana invece ricostruita in forme monumentali nel 1573 su progetto di Jacopo Barozzi da Vignola, meglio noto come il Vignola, assieme al bastione vicino. Tuttavia, nel corso dei lavori di ampliamento della via Appia, la porta è stata distrutta e in suo luogo venne realizzato prima il blocco di porta Romana, un posto di dogana, e poi l'attuale piazza Giuseppe Garibaldi.

### Altro

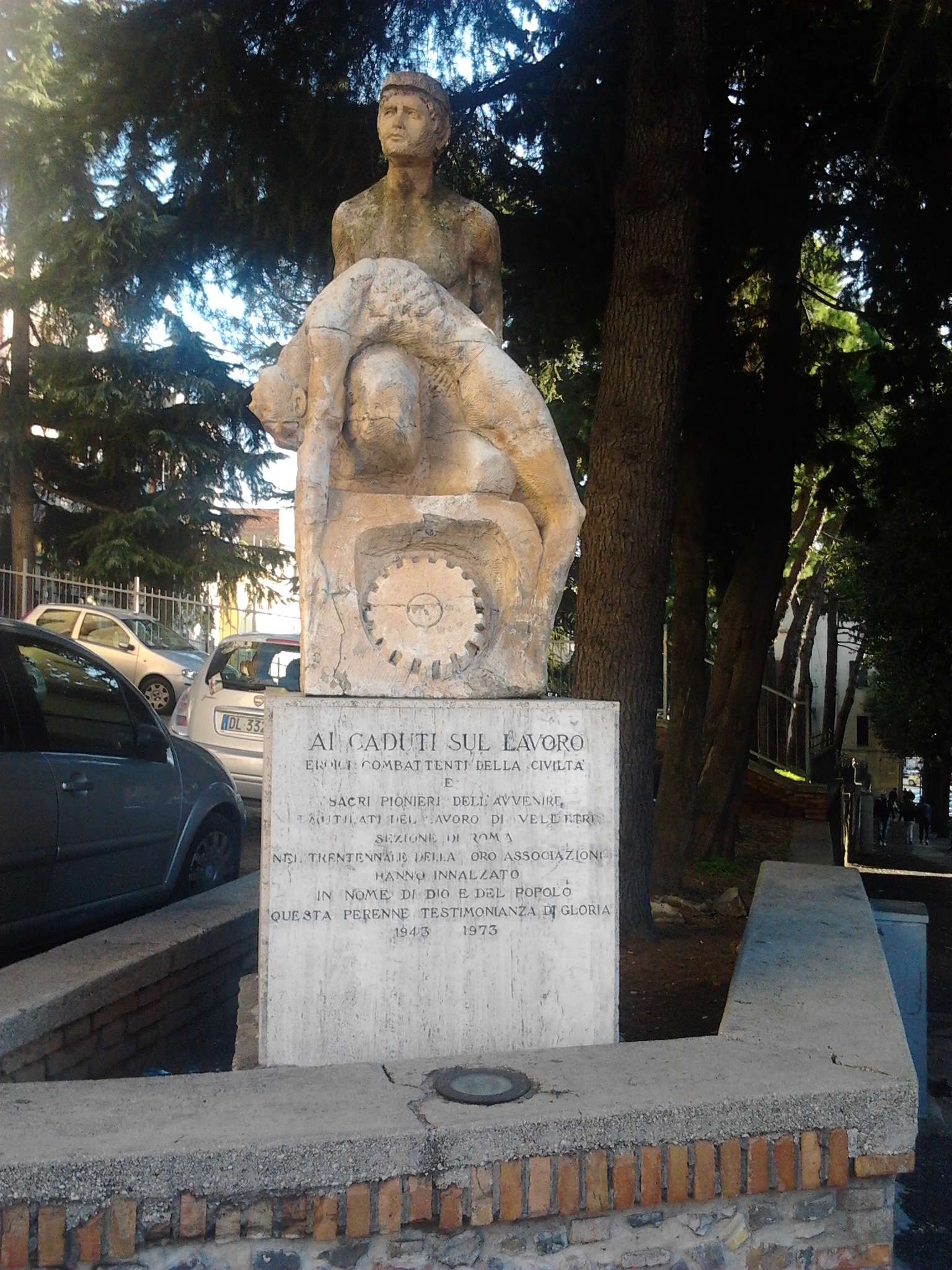
Monumento ai Caduti sul Lavoro.

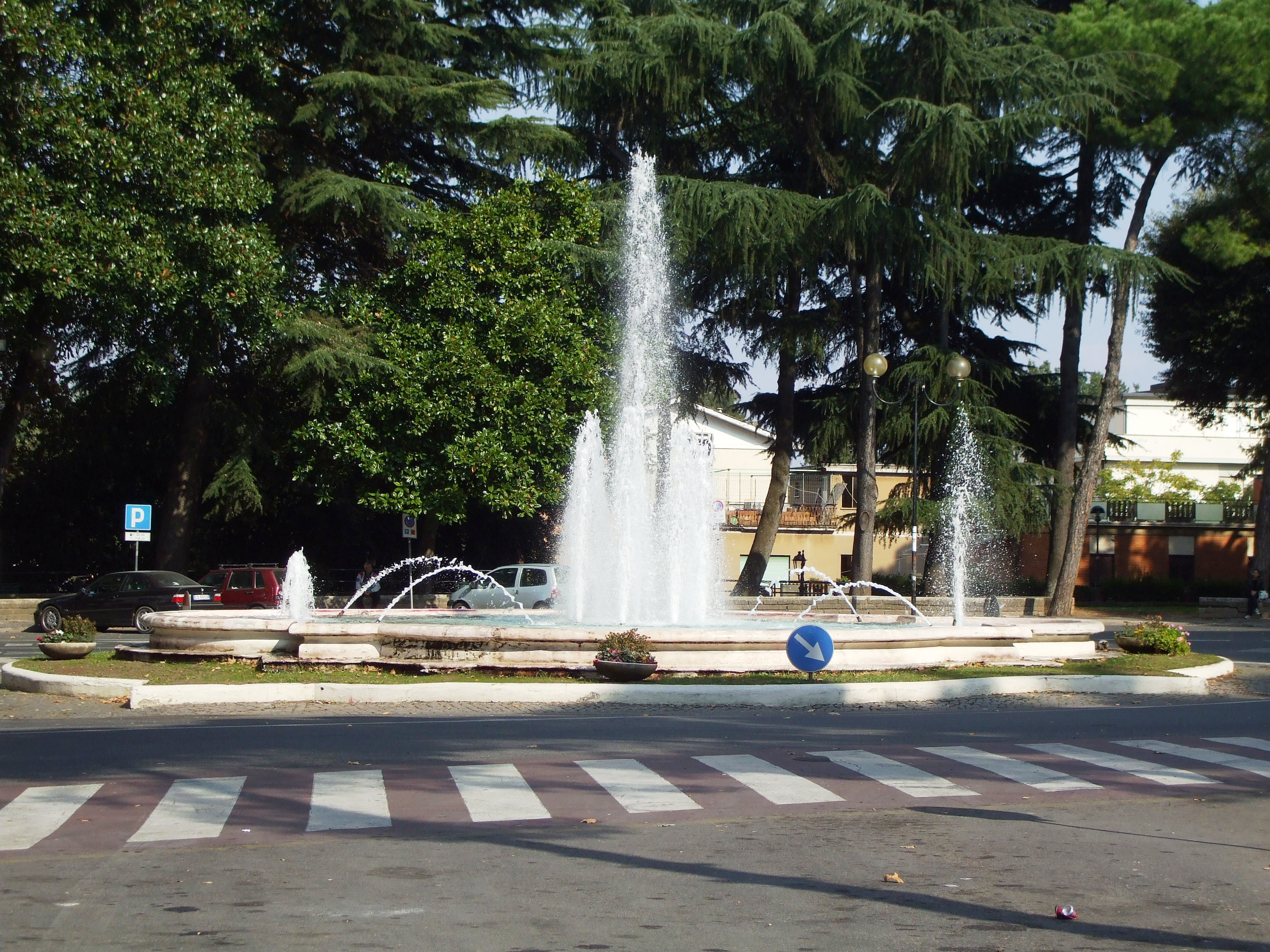
La Fontana del Simbrivio di Piazza Giuseppe Garibaldi.

- Monumento ai Caduti; progettato dall'architetto Emanuele Cannigia, venne inaugurato il 2 giugno 1927 al cospetto del re Vittorio Emanuele III di Savoia. È situato in un angolo di Piazza Giuseppe Garibaldi.
- Monumento a Urbano VIII; edificato nel XVII secolo al centro delle due fontane di Piazza Cairoli, già piazza del Trivio o piazza Grande o "dammonte", era una statua in bronzo raffigurante papa Urbano VIII: venne abbattuto nel 1798 durante la Repubblica Romana del periodo napoleonic[58].

Numerose sono le fontane pubbliche a Velletri, alcune delle quali monumentali. Sono servite tutte dall'acquedotto comunale, realizzato nel XVII secolo dall'ingegnere Giovanni Fontana, che parte dalle selve della Faiola presso Monte Artemisio seguendo un tracciato tortuoso e un percorso ingegnoso. L'acquedotto, distrutto nell'ultimo tratto durante i fatti bellici del 1744, venne riattivato dall'ingegner Girolamo Romani con lavori eseguiti tra il 1842 e il 1845.
Tra le fontane vanno menzionate:
- Fontana di piazza Giuseppe Garibaldi; venne realizzata al termine del lavori per l'acquedotto del Simbrivio e si trova al centro della piazza;[60]
- Fontana monumentale di Piazza Cairoli; edificata nel 1622 con progetto dell'architetto Giovanni Battista Rainaldi e manodopera dello scalpellino Pasquale Desideri. Andava a sostituirsi ad un'altra fontana, posta dal lato opposto, iniziata nel 1618 per il progetto dell'architetto Massimiliano Bruni e mai compiuta, tanto che venne rasa al suolo;
- Fontana monumentale di piazza Giuseppe Mazzini; realizzata nel 1612 su un progetto dell'architetto Massimiliano Bruni e con la manodopera di Angelo Pellegrini. Interventi sostanziosi vi vennero fatti dal punto di vista architettonico nel 1623, da parte di Giovanni Battista Rainaldi, nel 1684, e nel 1755 da parte dell'architetto Nicola Giansimoni. La fontana, in travertino, raffigura scene mitologiche;
- Fontana di Piazza Caduti sul Lavoro; realizzata anch'essa nel XVII secolo, prendeva originariamente nome di fonte di San Giacomo;

### Siti archeologici
Dell'antica Velitrae, città dei Volsci e poi colonia romana, restano diversi reperti, raccolti parte in sito nel Museo Civico Archeologico e nel Museo Diocesano, parte in vari musei italiani ed esteri.
In età romana esistevano a Velitrae templi pagani dedicati ad Apollo, Ercole, Marte. Il Nibby ipotizza anche la presenza di una basilica civile, attestata da un brandello di iscrizione murata in una casa sull'attuale piazza Caduti del Lavoro. È stata attestata l'esistenza in Velitrae di un anfiteatro romano, la cui presenza oltre che in un'iscrizione rinvenuta nel 1565 è provata da una curva nel tessuto viario nell'area adiacente al Palazzo Comunale.
Nel 1784, nell'ambito di lavori nella chiesa delle SS. Stimmate di San Francesco, venne rinvenuta scavando la nota lamina bronzea di Velletri, di fabbricazione volsca, e sedici lastre di rivestimento, di provenienza etrusca, appartenenti ad un tempio etrusco-italico del VI secolo a.C. Tutto il materiale è conservato al Museo Nazionale Archeologico di Napoli.
Fuori dall'abitato, nelle campagne in località San Cesareo è stato identificato il sito della Villa degli Ottavi, residenza sub-urbana della gens Ottavia e di Ottaviano Augusto, nonché unica villa romana del territorio veliterno che sia stata sottoposta a scavi metodici in occasione del bimillenario augusteo. Nel 1930 l'archeologo Giuseppe Lugli mise in luce un battistero cristiano ricavato da un ambiente termale con condutture d'acqua e resti di un monastero medioevale.
Della grandiosa villa, costruita su tre terrazzamenti in tre diversi periodi (repubblicano, imperiale e cristiano), non rimane alcuna traccia mentre è ancora in buone condizioni la cisterna di età repubblicana. Infatti la zona, nonostante il vincolo, è stata lottizzata per cui la cisterna è oggi inglobata in un’abitazione privata e non accessibile. Particolarità di questa cisterna di età repubblicana a tre navate della dimensione di 15,05 x 13,20, sono i pilastri che sostengono archi ogivali a sesto molto acuto, unico esempio conosciuto della loro utilizzazione nel mondo romano.
L'ultima testimonianza della decorazione della villa era un mosaico sul quale è stato collocato un palo dell'Enel. L'area, attualmente lottizzata, appartiene a privati.
Un'altra cisterna romana esiste in località Capanna Murata e prende nome di Cisterna di Centocolonne poiché sorretta da trentadue pilastri, disposti su quattro file. Situata lungo il tracciato dell’Appia antica, fino al 1982 sembrava isolata nella campagna e non se ne capiva la funzione. Quell’anno (nonostante il vincolo archeologico apposto sull’area) il terreno su cui è ubicata è stato oggetto di uno sbanco edilizio che, oltre a sfondare la volta della monumentale costruzione, ha messo in luce resti di una villa, solo in parte interessata dal successivo sondaggio di scavo promosso dalla Soprintendenza.
Ancora una cisterna romana, delle dimensioni di 25,80 x 11,60 m, è stata trovata in località Civitana, su un terrazzo artificiale di dimensioni 120 x 120 m, a ridosso dell'antica via Appia.

### Aree naturali
La principale area verde urbana è il Giardino Comunale di via Orti Ginnetti, la cui superficie era anticamente occupata appunto dagli Orti Ginnetti, complesso verde dal grande fascino annesso all'omonimo Palazzo (Villa Ginnetti). Vi sono altre aree verdi: i Giardini di S.Maria dell'Orto, recentemente ristrutturati, appena in periferia sulla provinciale per Nettuno, sono muniti di una pista di pattinaggio, fontane ed un bar. Il Parco Muratori, uno dei polmoni verdi più significativi della città, è da poco stato riaperto al pubblico con la realizzazione di un Camelieto al suo interno. All'interno del Parco Muratori si tengono iniziative culturali e il Velletri Summer Sport. Ville minori sono quella del Ponte Rosso, quella di viale Marconi, anch'essa munita di una pista di pattinaggio pubblica, e quella di via Metabo, non lontana dalla cattedrale di S. Clemente.
Elenco principali aree verdi di Velletri:
- Parco di Villa Ginnetti: villa storica della città di Velletri, era l'antico giardino del distrutto Palazzo Ginnetti. L'imponente edificio della famiglia Ginnetti, che dominava l'antistante Piazza Cairoli ed era arricchito al retro dall'enorme giardino, è stato distrutto durante la seconda guerra mondiale. È rimasta soltanto l'area verde, impreziosita dal cancello monumentale della villa stessa. Ristrutturata nel 2008 è punto d'incontro dei giovani e luogo di eventi culturali, oltre ad essere museo a cielo aperto con l'esposizione di alcuni ruderi della persa villa a cavallo tra le aree verdi. Centro pulsante di eventi cittadini di prim'ordine quali la festa dell'uva e quella delle Camelie, è dotata di una vasta area pianeggiante per concerti ed iniziative.
- Parco Muratori: secondo parco cittadino per estensione, si trova immerso nel centro urbano periferico e dispone di un largo parcheggio. A pochi metri è situato il distaccamento dell'Università della Tuscia di Viterbo. Anch'esso ristrutturato nel 2008, è stato dotato di una grossa area coperta al centro del parco dove hanno luogo iniziative culturali.
- Giardini Comunali di via Metabo: situati in vicinanza della Basilica di S.Clemente, sono abituale ritrovo di bambini e famiglie dell'area Sud del centro cittadino. Arredati con fontane, panchine, aiuole e giochi per bambini rappresentano un'area preziosa
- Giardinetti di Piazza Martiri di Pratolungo: in posizione strategica tra il corso della Repubblica e le vie interne, sono corredati da una fontana e da aiuole con panchine. Recentemente costruiti (negli anni duemila) sono punto di ritrovo abituale per molte famiglie che decidono di passare in pieno centro le proprie giornate.
- Parco S.Maria dell'Orto: in posizione periferica rispetto agli altri parchi cittadini, annovera una delle più antiche fonti di acqua pubblica di Velletri. Utilizzato per feste e aperto al pubblico quotidianamente, dispone di un bar, una pista di pattinaggio pubblica e di servizi igienici. Teatro delle iniziative annuali del "Velletri blues", eventi musicali che richiamano pubblico da tutti i Castelli Romani.
- Giardini Comunali del Ponte Rosso: in posizione sottostante alla via Appia, sono uno dei polmoni verdi più suggestivi della città. Da qualche anno sede dello Skate Park, rappresentano un ritrovo per i giovani del luogo e per i residenti della zona Nord di Velletri.
- Villa di Viale Marconi (ex villa romana): costruita sulle rovine della vecchia villa romana che si vocifera sia appartenuta ad Ottaviano Augusto, il giardino di Viale Marconi è una delle aree verdi più imponenti della città. A due passi dalla stazione ferroviaria di Velletri nei mesi estivi ospitail "Marconi Village", appuntamento fisso dell'estate veliterna con stand e musica nell'arco di tempo da luglio a settembre. Dotata di una pista di pattinaggio pubblica.
- Giardinetti di Piazzale Donatori del Sangue (o Belvedere)
- Villa Comunale di Piazza Garibaldi (con busto di Giuseppe Garibaldi): area verde ad inizio corso della Repubblica, tristemente famosa per il busto in bronzo di Giuseppe Garibaldi trafugato da ignoti. Nel 2010 è stato ri-installato il monumento all'eroe dei due mondi, e la villa è stata oggetto di restyling con l'installazione di nuovi arredi urbani.
- Monumento ai Caduti: situato in posizione sopraelevata, è chiuso al pubblico e visibile soltanto dall'esterno. È dotato di giardini ornamentali che fanno da contorno alle incisioni dei nomi dei caduti durante la seconda guerra mondiale. Annualmente, in occasione dell'anniversario del bombardamento su Velletri del 22 gennaio 1944, avvengono le celebrazioni di autorità e superstiti per commemorare i caduti.
- Giardini del Centro Culturale Amministrativo (zona 167): costruiti insieme al Centro Culturale Amministrativo, volgarmente detto "Ciammellone", sono dotati di panchine e aree verdi che abbracciano l'area della zona 167 e del quartiere S. Biagio.

## Società

### Evoluzione demografica
| Evoluzione storica della popolazione |        |
| 1827                                 | 9 744  |
| 1832                                 | 12 395 |
| 1853                                 | 14 474 |
| 1961                                 | 38 571 |
| 1982                                 | 41 273 |
| 1985                                 | 41 801 |
| 1991                                 | 43 476 |
| 1995                                 | 45 533 |
| 2001                                 | 48 236 |
| 2005                                 | 50 324 |
| 2006                                 | 50 699 |
| 2007                                 | 51 021 |
| 2010                                 | 53 447 |

Abitanti censiti

### Etnie e minoranze straniere
Al 31 dicembre 2023 i residenti stranieri erano 5.207, ovvero il 9,81% della popolazione.

### Lingue e dialetti
(Proverbio in dialetto velletrano,  Proverbi e modi di dire, su Tuttovelletri (archiviato dall'url originale il 16 agosto 2003).)
L'idioma ufficiale di Velletri è la lingua italiana, mentre il suo dialetto più diffuso è il veliterno detto anche velletrano, tipico esempio di dialetto mediano, questo dialetto è influenzato minormente dal romanesco, ma è un dialetto del gruppo laziale centro-settentrionale, avendo molte stesure, vocaboli ed elementi della sintassi in comune con le altre parlate delle province di Frosinone e Latina. Importante pilastro del velletrano sono state la Poesie in dialetto velletrano di Giovanni Battista Iachini (1884), prima espressione letteraria del dialetto locale, seguiti da altre opere simili, fra le quali ricordiamo le Poesie e canti in dialetto velletrano del professor Antonio Venditti (1979) e Velletri mia di Lucia Mammucari (1988). Il "velletrano", vera e propria lingua con sue regole grammaticali ben precise, poco comprensibile a chi non lo parla abitualmente, ha molti vocaboli di origine spagnola, francese e latina. Tipica è la sostituzione dell'articolo il con "o".

### Religione
Nella Statistica dello Stato Pontificio del 1853 risultavano 5 ebrei residenti a Velletri.
A Velletri è presente una chiesa evangelica pentecostale ADI, un centro dell'Opera per le Chiese Evangeliche Metodiste d'Italia (OPCEMI) chiamato Ecumene ed un piccolo centro islamico. Il 24 ottobre 2004 a Velletri si è tenuta la IV Assemblea Nazionale delle Chiesa Evangeliche Italiane.

### Tradizioni e folclore
- Festa patronale di San Clemente; ricorre il 23 novembre.
- Festa patronale di Santa Maria delle Grazie.
- La Pasquella; si tiene il 5 gennaio: Si tratta di un canto augurale portato dalle diverse squadre di pasquellari alle famiglie veliterne, un augurio che copre la famiglia da quel momento all'avvento della pasqua.[75]
- Palio delle Decarcie.[76]

### Istituzioni, enti e associazioni

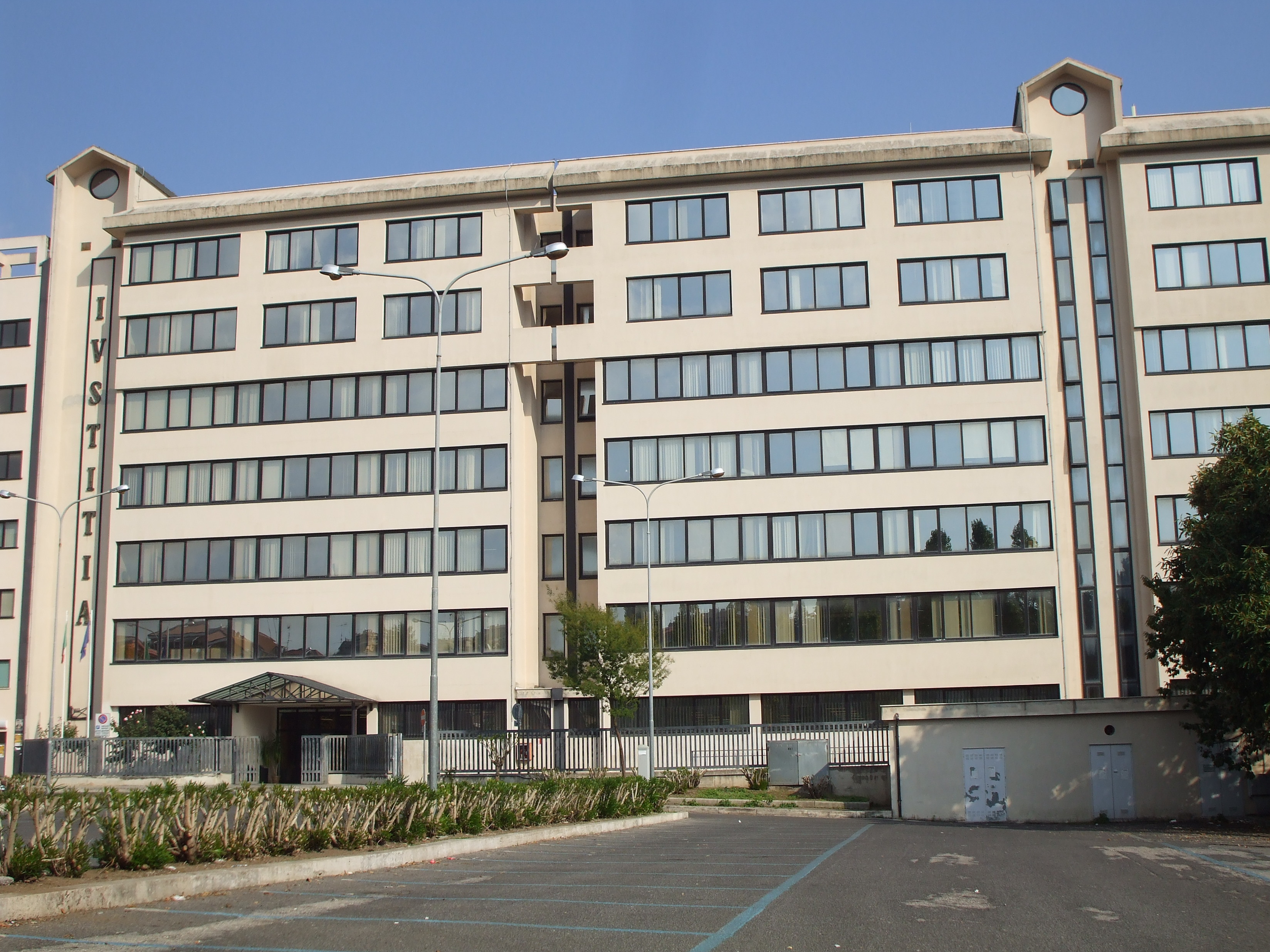
Il tribunale

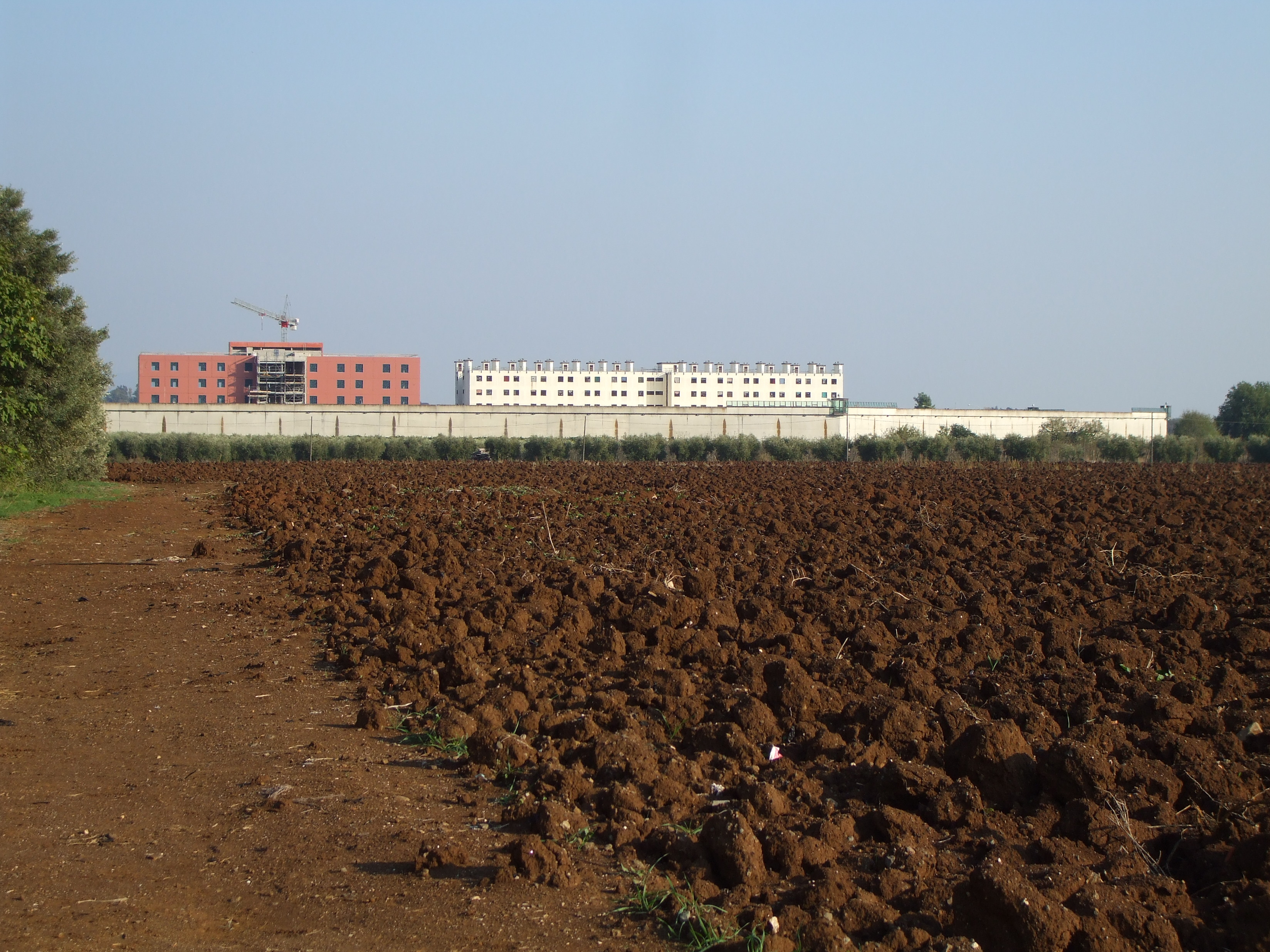
Il carcere di massima sicurezza

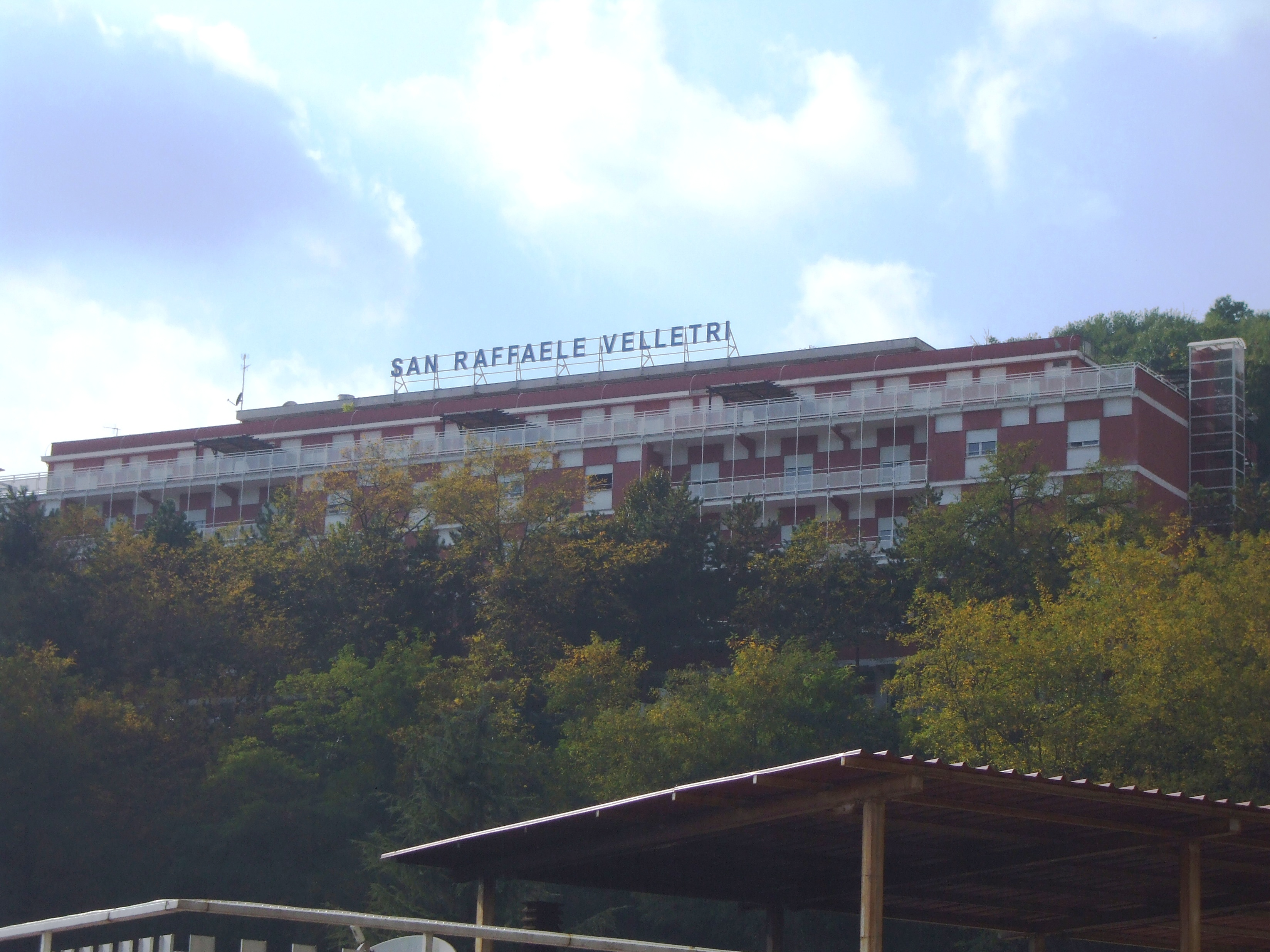
La casa di cura "San Raffaele" non più operativa.

Velletri è, assieme a Lariano, parte del distretto H5 (che proprio in città ha sede) dell'ASL RMH.
L'Ospedale Civile "Paolo Colombo" è la locale struttura sanitaria pubblica.
Sono presenti una struttura sanitaria privata, la Casa di Cura Madonna delle Grazie, con 175 posti letto ed una residenza sanitaria assistenziale accreditata, la casa di cura Il Pigneto con 40 posti residenziali. Il San Raffaele nota un tempo come Clinica Madonna della Letizia, anch'essa accreditata come residenza sanitaria assistenziale, dotata di pronto soccorso e 402 posti letto non è più operativa.
Hanno inoltre sede nel comune: la Scuola allievi marescialli e brigadieri carabinieri, il Tribunale e il carcere di massima sicurezza.

## Cultura

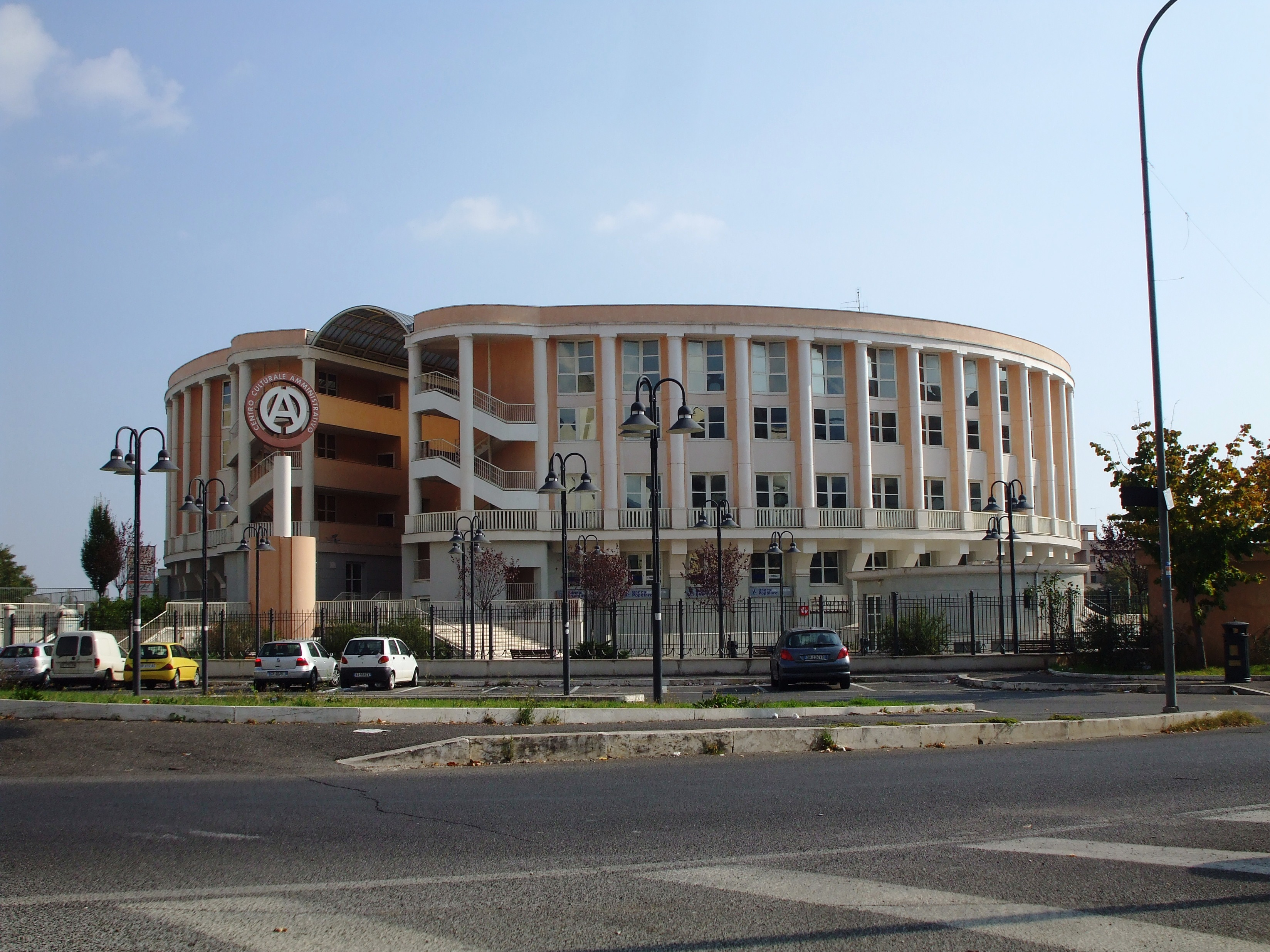
Il centro culturale-amministrativo

### Istruzione

#### Biblioteche
La principale biblioteca pubblica di Velletri è la Biblioteca comunale Augusto Tersenghi, istituzione di antica fondazione che raccoglie diversi fondi librari radunati da privati fin dal XVIII secolo ed è parte integrante del SBCR (Sistema bibliotecario dei Castelli Romani).

#### Scuole
Scuole primarie
Le prime scuole per l'infanzia hanno a Velletri radici molto antiche. Un Istituto dei fratelli delle scuole cristiane venne fondato nel 1836, e sciolto nel 1850 per mancanza di strutture; un Conservatorio di zitelle per l'educazione della fanciulle esisteva fin dal 1690, affiancato poi a partire dal 1695 da un istituto di Suore Orsoline: le due istituzioni si fusero nel 1713 e perdurarono fin al 1870; le Maestre Pie Venerini aprirono la loro casa a Velletri il 3 maggio 1744.
Nel 1874 venne aperta una scuola elementare di tirocinio annessa alla Reale Scuola Normale.
(Gaetano Moroni, Dizionario di erudizione storico-ecclesiastica - Velletri, vol. LXXXIX p. 238, Venezia, 1851.)
Nell'anno scolastico 1999-2000, 10 090 ragazzi frequentavano scuole di ogni ordine e grado nel territorio di Velletri.
Scuole superiori
Un Collegio della Compagnia di Gesù venne fondato a Velletri con la bolla di papa Pio IX Quod Divina Sapientia del 7 aprile 1851.
- Una Reale Scuola Normale fu istituita a Velletri con Regio Decreto del 23 settembre 1872, e concepita come istituto magistrale per adempiere alla necessità di meglio provvedere alla formazione di buoni insegnanti per le scuole elementari maschili e femminili in provincia di Roma[80]. Nel 1891 la scuola venne intitolata a Clemente Cardinali (1789-1839), archeologo e intellettuale velletrano. Stabilita la sede in prossimità della chiesa di San Lorenzo, nell'ex-convento dei PP. Francescani, la scuola venne dotata di una scuola elementare di tirocinio, di un Convitto, di un Osservatorio Sismico nel cortile, più un gabinetto di fisica, uno di scienze naturali, una biblioteca, ed un museo scolastico. La scuola, tramutata in seguito in Istituto Magistrale e dedicata a Dante Falconi[81], è stata nel 1999 accorpata all'Istituto di Istruzione Superiore "Mancinelli-Falconi", e gradualmente sostituita dagli indirizzi di liceo socio-psicopedagogico e liceo di scienze sociali.

- L'Istituto di Istruzione Superiore "Antonio Mancinelli-Dante Falconi" è frutto dell'unione tra varie istituzioni scolastiche, e offre i corsi di liceo classico, liceo linguistico, liceo socio-psicopedagogico e liceo delle scienze sociali. Il liceo ha una succursale a Velletri Centro.
- Dal 1990 ha aperto i battenti il Liceo Scientifico Statale "Ascanio Landi", con il corso di liceo scientifico, liceo Scientifico Informatico e Liceo Scientifico Linguistico. Il liceo ha una succursale presso un'altra scuola veliterna.
- L'Istituto Tecnico Industriale Statale "Giancarlo Vallauri" è un istituto tecnico nato nel 1960 come succursale dell'Istituto "Enrico Fermi" di Roma: divenuto autonomo nel 1968. Offre i corsi di Istituto Tecnico e Liceo Scientifico Tecnologico.
- L'Istituto Tecnico Commerciale Professionale Statale "Cesare Battisti" è nato negli anni cinquanta del XX secolo.
- L'Istituto di Istruzione Superiore "Juana Romani" è una scuola con principale indirizzo artistico.
- Velletri è inoltre sede dell'Istituto Agrario nel quale alloggia anche la sede dell'Istituto per Geometri, sede distaccata è invece l'istituto di Ragioneria.
- L'"Enrico Fermi", è invece un istituto tecnico commerciale e liceo privato con scuole serali.
- L' " I.P.S.S.A.R Ugo Tognazzi" è invece un istituto alberghiero.

#### Università
L'Università di Velletri consisteva in una teorica istituzione concessa da secoli in favore della Sede suburbicaria di Ostia, dal 1150 unita alla Diocesi di Velletri: Pertanto, visto lo spopolamento di Ostia, il diritto all'università venne spostato a Velletri, presso il seminario, dove fin dal 1817 si tenevano corsi umanistici che terminavano con la laurea.
Agli inizi del XX secolo scoppiò un'ardua lotta tra Marino e Velletri per ospitare la sede distaccata della Facoltà di Agraria dell'Università "La Sapienza" di Roma; la lotta venne infine spuntata da Velletri, con grande delusione dei marinesi. La sede, tuttavia, venne in seguito chiusa.
A Velletri ha sede la Facoltà di Agraria dell'Università della Tuscia di Viterbo con le specializzazioni in Viticoltura, Enologia, Tecniche alimentari.
Sempre a livello universitario, in città ha sede l'Università della Terza Età, aperta a tutti gli over 65. È una delle sedi del polo laziale insieme a quelle di Roma, Frosinone, Ariccia e Cassino.

#### Musei
- Museo civico archeologico Oreste Nardini; il Museo, riaperto da alcuni anni dopo una serie di restauri ed interventi sulla struttura, accoglie alcune opere considerevoli, come il famoso sarcofago di Velletri o Sarcofago delle Fatiche di Ercole. Fin dal XVII secolo umanisti e prelati si cimentarono nel raccogliere antichità che affioravano nel territorio di Velletri, dando vita così al Museo Borgiano, alla Collezione Ginnetti, al Museo Diocesano, che in buona parte sono poi confluite nel Museo Civico Archeologico inaugurato nel 1920 dall'ingegner Oreste Nardini, Regio Ispettore ai Monumenti e Scavi di Velletri. I reperti che poi comporranno il Museo furono visti anche da Johann Wolfgang von Goethe, il quale ne decantò la bellezza nel suo libro Italienische Reise (Viaggio in Italia). Oggi[quando?] buona parte delle opere più pregevoli, come la Pallade di Velletri conservata al Louvre di Parigi, sono lontane da Velletri.

Il museo si suddivide in due itinerari:
- Itinerario archeologico; racchiude il cuore della collezione, con il Sarcofago delle Fatiche di Ercole, risalente al II secolo e rinvenuto nel 1955, la Lastra dell'Orante, del IV secolo, e le Terrecotte Volsche, rinvenute nel 1910. Altri reperti vennero rinvenuti nel 1881, mentre nel 1980 venne alla luce un sarcofago romano;
- Itinerario di Geopaleontologia e Preistoria dei Colli Albani; aperto nel 2005, è un interessante viaggio nella preistoria dei Colli Albani, suddiviso in cinque sezioni:

- Geologia; uno scenografico "condotto di fuoco" conduce il visitatore in un ambiente che riproduce un'eruzione vulcanica;
- Paleontologia; vengono esposti reperti fossili e viene spiegata la fossilizzazione;
- Antropologia; viene analizzato lo sviluppo de primi uomini;
- Preistoria; tramite ricostruzioni fedeli, viene riproposto lo sviluppo dell'uomo prima della scoperta del fuoco;
- Protostoria; viene analizzata la vita dell'uomo prima della scrittura.

- Museo Diocesano; a Velletri, nel chiostro della Cattedrale, ha sede il Museo Diocesano. Raccoglie opere d'Arte di inestimabile valore, importanti soprattutto per la loro unicità. Tra queste la Crux Veliterna, prezioso reliquiario dell'XI-XII secolo in oro filigranato e smalti; opere di Gentile da Fabriano, Bicci di Lorenzo, Antoniazzo Romano, Giovan Battista Rositi, Francesco da Siena, Giuliano Finelli e Sebastiano Conca, nonché paramenti ed arredi liturgici. La Crux Veliterna o Croce Veliterna è una stauroteca in oro (cioè una croce contenente la reliquia di un frammento della Santa Croce), in filigrana, pietre preziose e smalti cloisonné posta su un piede di argento e bronzo dorati. Sul lato frontale vediamo un frammento di enkolpion raffigurante Cristo Crocifisso, mentre nel verso l'Agnus Dei è circondato dai simboli antropomorfi degli Evangelisti. La Croce, che racchiude un frammento della vera Croce, venne donata da Federico II di Svevia al papa Alessandro IV che la donò, a sua volta alla Cattedrale veliterna. L'analisi stilistica permette di supporre che la sua realizzazione sia avvenuta in ambito palermitano nella prima metà del XII secolo. La Madonna con Bambino di Gentile da Fabriano è l'unica opera rimasta dell'artista fra quelle realizzate durante il suo periodo romano (settembre 1426-settembre 1427) essendo andati perduti gli affreschi di San Giovanni in Laterano. Di Sebastiano Conca è la Madonna del Rosario con i Santi Domenico, Caterina da Siena e Giovanni Battista. La tela è opera del famoso pittore nato a Gaeta, ma formatosi a Napoli alla scuola del Solimena e operoso a Roma nella prima metà del Settecento. Il dipinto venne realizzato su commissione della famiglia veliterna Fiscari e posto nella Cappella del Rosario della Cattedrale per ordine del cardinale Tommaso Ruffo vescovo di Velletri. Il dipinto benché risponda a delle istanze prettamente devozionali, è di grande levatura pittorica e costituisce uno dei pezzi più importanti della collezione del Museo. Il Museo è privo di barriere architettoniche. Inoltre è presente una Sala Mostre dove si tengono esposizioni temporanee.
- Museo delle Religioni (via Ettore Novelli);[senza fonte]
- Museo di Geopaleontologia e preistoria dei Colli Albani;[84]
- Casa museo Ugo Tognazzi;[85]
- Museo Luigi Magni e Lucia Mirisola[86]

### Media

#### Stampa
Il primo giornale stabile pubblicato a Velletri è stato il Bullettino di Velletri e del Lazio, risalente al 1870. In seguito, è stato il turno de: Il Censore (1878-1879), La Falce, quindicinale pubblicato a Velletri e Frosinone tra il 1881 ed il 1886, L'Avvenire del Lazio, quotidiano di Albano, Frascati e Velletri uscito tra il 1881 ed il 1888, Il Nuovo Censore, settimanale edito tra il 1882 ed il 1915, La Gazzetta di Velletri (1884), Camicia Rossa (a frequenza irregolare tra il 1884 ed il 1887), La Sfinge Volsca, mensile di enigmistica pubblicato nel decennio 1890-1900, La Favilla (1897-1913), L'incubo (1905-1907), In Alto! (1908), Abbattiamo per riedificare, quindicinale socialista del Lazio edito tra il 1908 ed il 1909, il settimanale La Democrazia (1910-1911), Il Fargo (1912), Lo studente (1913), Il lavoratore (1913-1914), Velester (1929-1930), L'Araldo (1961), La Torre" (fondato nel 1969 e tornato in edicola nel 2020), "Velletri Oggi" (pubblicazioni sospese nel 2018), "Informa Oggi" (pubblicazioni sospese nel 2020), Eolo (1999-2001), Milleluci (pubblicazioni sospese nel 2012), Il Cittadino (pubblicazioni sospese nel 2016), L'Artemisio (settimanale, nelle edicole dal 2001). Proprio a Velletri, nel 2011, è stato fondato il quotidiano telematico, dal 2016 anche cartaceo, Castelli Notizie. Dal 2013 è operativo il quotidiano on line Velletri Life Giornale, che riprende in veste telematica e giornaliera il vecchio mensile cartaceo edito negli anni Duemila.

#### Radio
Dal 1976 è stata attiva la rete radiofonica Radio Delta Velletri Stereo sulla frequenza 103,3 MHz, che ha cessato di trasmettere il 31 ottobre 2015. Un'altra stazione, chiamata Radio Mania, emittente radiofonica veliterna che trasmette sulla frequenza 100,7 MHz dal 1995.

### Teatro
Durante tutto il Medioevo e poi nel Rinascimento, a Velletri era operativo un teatro all'aperto chiamato Teatro della Passione, dalle rappresentazioni della Passione di Gesù Cristo che vi si tenevano a Pasqua. Il Teatro venne raso al suolo nel 1765 perché la Confraternita del Gonfalone di San Giovanni in Plagis, proprietaria del luogo, vi eresse un granaio.
(Avanzi del Teatro della Passione, xilografia 70x150, da La Patria, 1894.)
Tuttavia, le rappresentazioni teatrali pubbliche vennero spostate nella cornice del Palazzo Comunale.
Nel 1850 il Moroni afferma che si stava costruendo un Teatro Comunale, iniziato nel 1835 e ai suoi tempi ancora incompiuto. Sempre il Moroni afferma che era stata appena fondata una Società accademica Filodrammatica che si esibiva nel teatro privato di palazzo Graziosi, ricostruito appositamente da Giuseppe Graziosi.
Molte compagnie teatrali conosciute a Velletri sono:
- Compagnia Anim'Azione Velletrana di Sandro Natalizi
- Compagnia Teatrale 'A Matticella
- Compagnia Già e non ancora
- Gruppo 'o Stazzo
- Compagnia Teatrale Aquerò

Nel 2009 ha invece chiuso il più piccolo Teatro della Neve, situato in vicolo della Neve e salito alla ribalta della cronaca per gli spettacoli comici tra cui quello del napoletano Peppe Barra.

### Cinema
Velletri ha una ben radicata tradizione cinematografica. Oltre ad alcuni studi di produzione installati in città agli inizi del XX secolo, è sempre esistita in città almeno una sala cinematografica.
Proprio agli inizi del Novecento, in città nacquero gli stabilimenti cinematografici Helios Film. Il primo film uscito da questi stabilimenti è stato del 1911, col titolo L'Inferno, basato sull'inferno dantesco: film muto, in bianco e nero, della durata di 15', è stato girato interamente nelle campagne di Velletri e presso il lago di Giulianello, sotto Cori. Recentemente è stato rinvenuto nella Filmoteca Vaticana e presentato restaurato nel I festival del cinema dei Castelli Romani a Ciampino. La Helios perse per questo film una causa con la Milano Films, autrice di un altro Inferno praticamente coevo di questo, che viene considerato il primo lungometraggio della storia del cinema italiano.
Una commedia cinematografica del 1974 tratta di un ipotetico Fra' Tazio da Velletri, per la regia di Romano Gastaldi (con nome d'arte Romano Scandariato) e la partecipazione di Remo Capitani, Glauco Onorato, Christa Linder, Margaret Rose Keil.

### Musica
Velletri fin dal XIX secolo ospita un Concerto Filarmonico cittadino, che originariamente aveva sede presso alcuni locali nel Palazzo Comunale.
Tuttavia, numerosi sono i velletrani divenuti famosi per meriti musicali: il primo è Giovanni di Cola, fondatore della cappella musicale della Cattedrale di San Clemente; poi vanno menzionati Ruggero Giovannelli (1560-1622), il quale succedette a Giovanni Pierluigi da Palestrina nella guida della cappella musicale del Vaticano; e Mariano Astolfi (1790-1859), maestro della cappella musicale della Basilica di San Lorenzo in Damaso.
Agli inizi del XIX secolo era attiva a Velletri la Banda Musicale del Garofano Rosso, in seguito scioltasi.
Nel XIX secolo risultano tra i direttori: Filippo Angelini (dal 1868 al 1885), Giovanni Battista Checcucci (dal 1886 al 1888), Agoardo Bernabei (dal 1891 al 1902).
Nel 1988 viene fondato il Coro Ruggero Giovannelli che svolge attività di divulgazione del canto corale sul territorio. Si è esibito fino ad oggi in più di 300 concerti, di cui oltre cento nella Capitale, presso sedi prestigiose come l'Arena di Verona col M° Ennio Morricone, l'Altare della Patria in Roma, i Campi Flegrei di Napoli, il Palazzo dei Congressi di Parigi, etc. Il suo repertorio spazia dalla polifonia con l'Ensemble R. Giovannelli, al grande repertorio sinfonico-corale e all'opera. Nel 2012 è stato invitato dall'amministrazione comunale ad inaugurare la riapertura del Teatro Artemisio con i Carmina Burana di C. Orff.
Protagonista dal 2006 degli eventi cittadini è la Banda Comunale "Città di Velletri", sempre presente in occasione di pubbliche cerimonie.

### Cucina
La cucina velletrana è fortemente influenzata sia dalla cucina romana che da quella laziale in genere, ed i piatti principali sono: il carciofo alla matticella; le fettuccine al bastone, gli gnocchi alla velletrana, la zuppa di cavoli con baccalà, la panzanella alla velletrana, i polli in porchetta, la zuppa di fagioli con cotiche. Il tutto è accompagnato da vino locale, istituito a Denominazione di Origine Controllata nel 1972, distinguibile in varie categorie, dal Velletri bianco al Velletri rosso riserva.

## Geografia antropica

### Urbanistica
(Gaetano Moroni, Dizionario di erudizione storico-ecclesiastica - Velletri, vol. LXXXIX p. 213-214.)

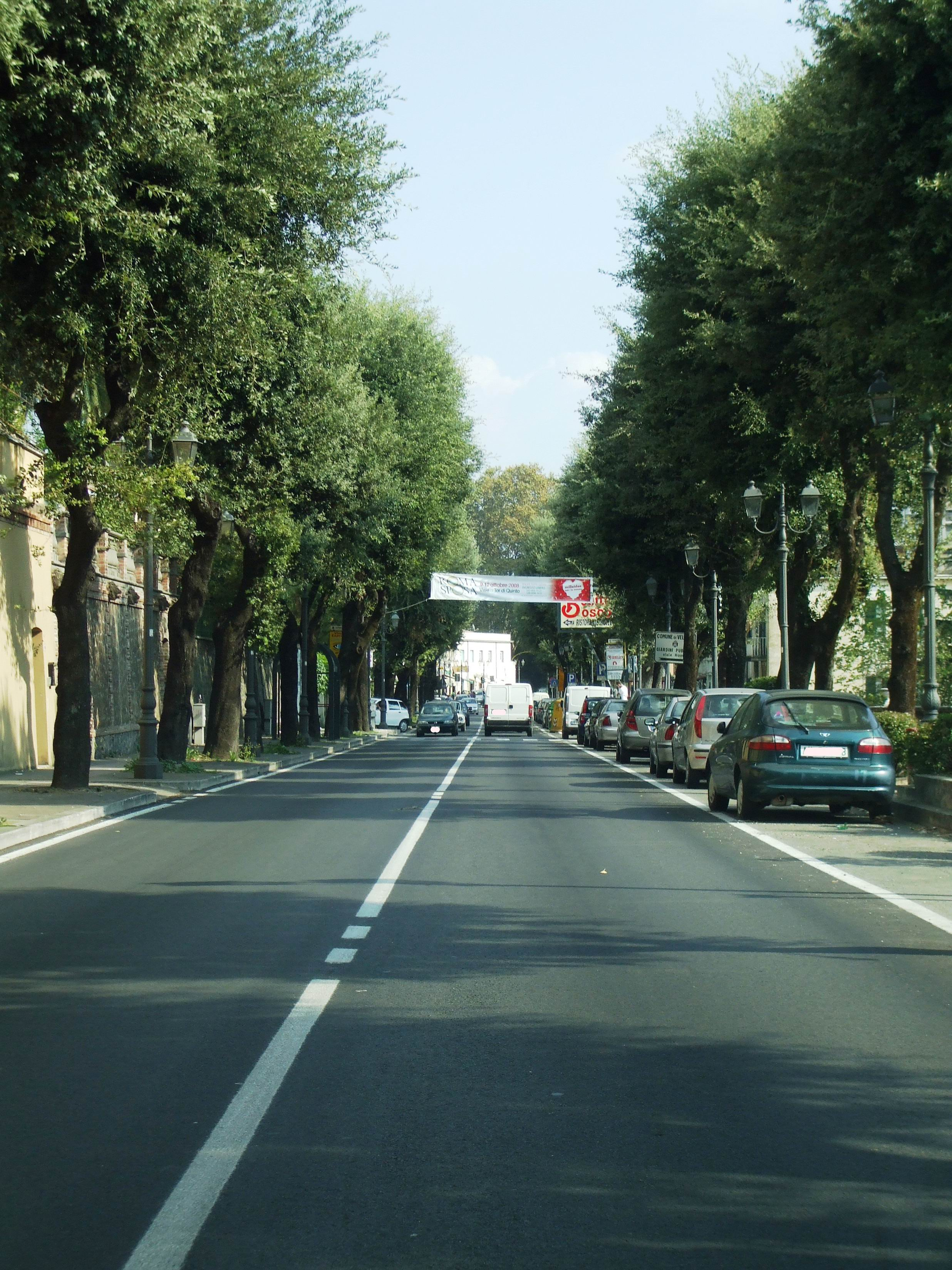
La Via Appia in entrata da nord, in questo tratto chiamata Viale Roma

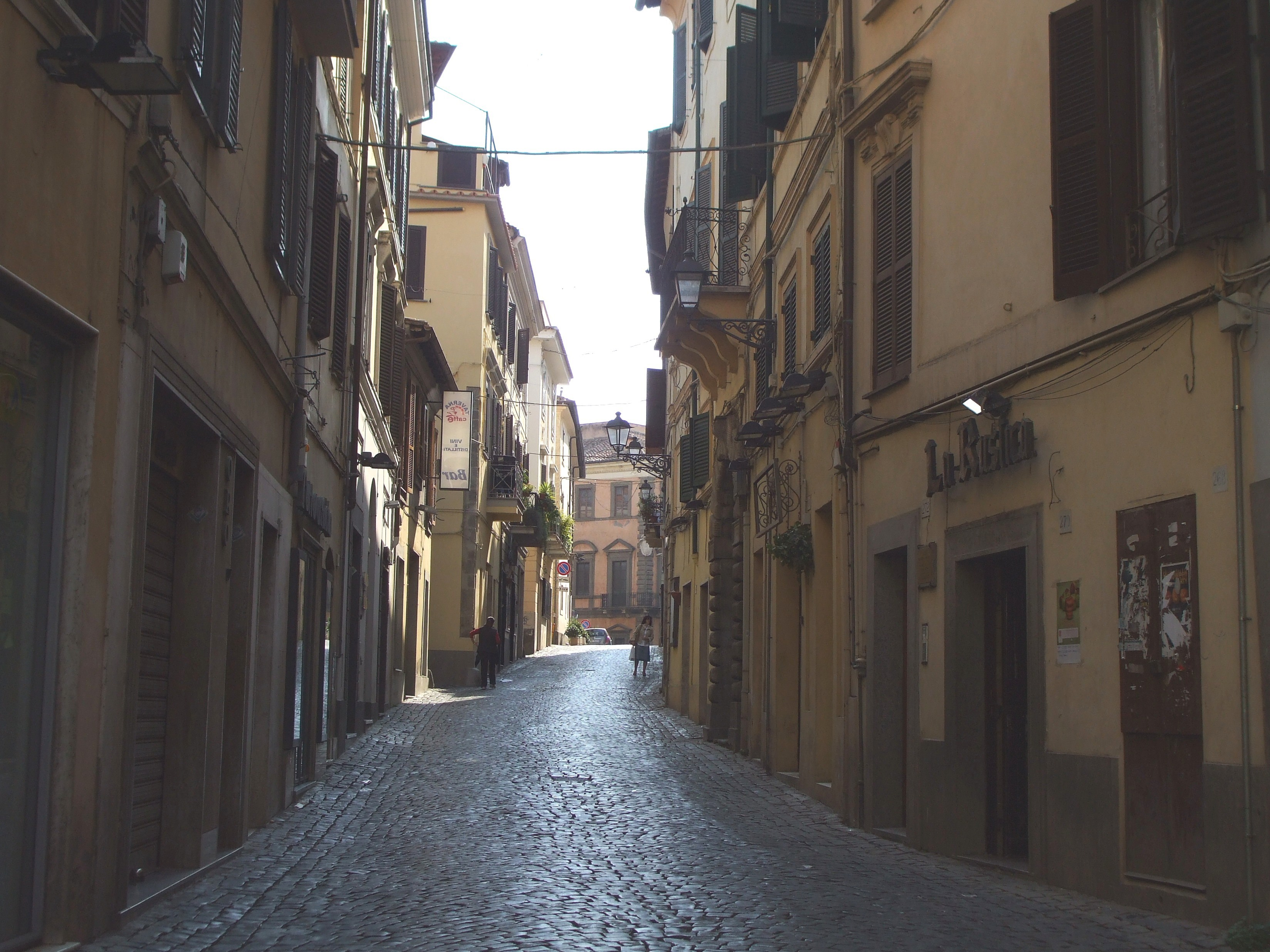
Corso della Repubblica, principale arteria cittadina.

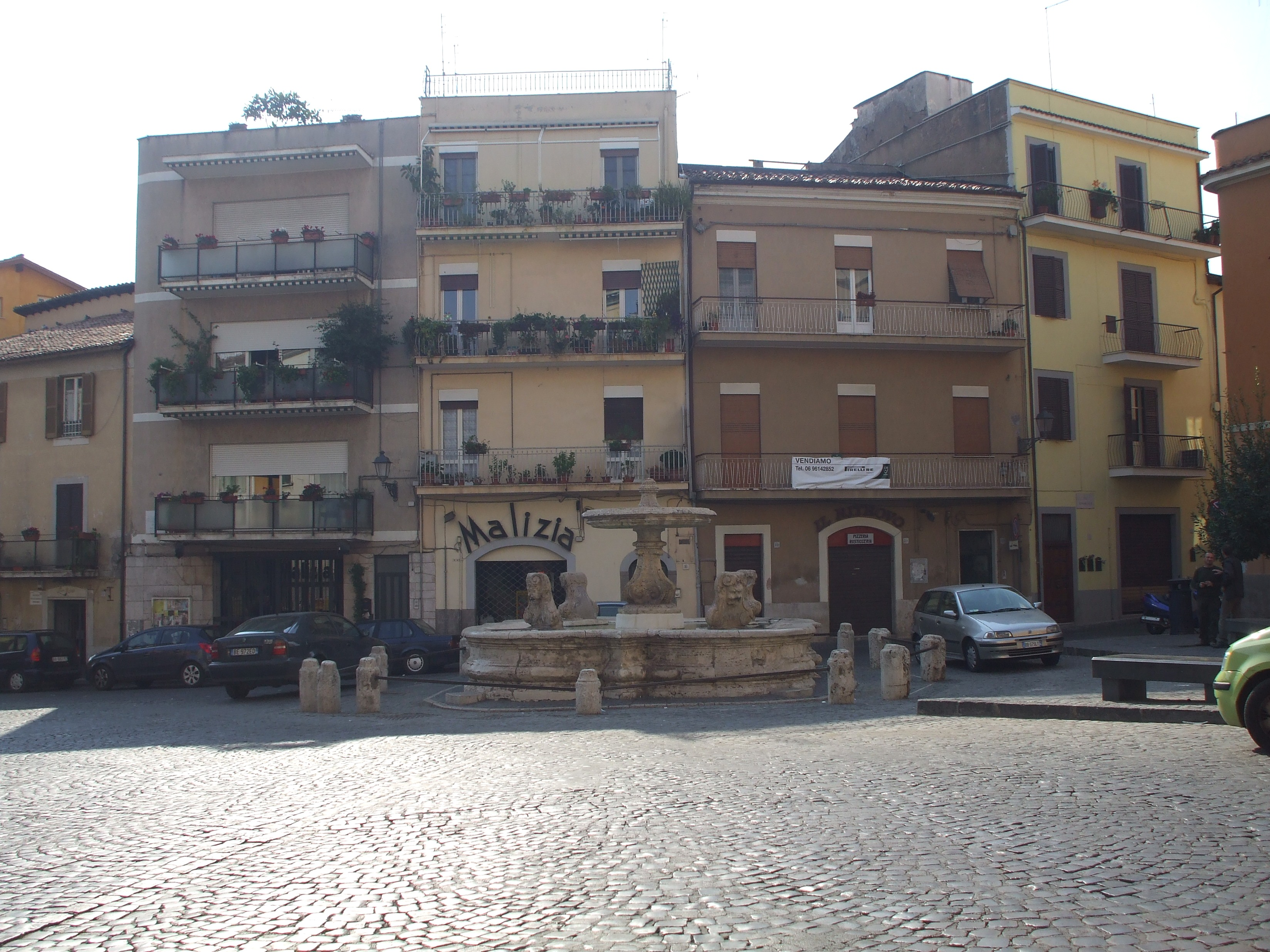
Piazza Mazzini

Il sito dell'abitato Velletri è sempre stato lo stesso fin dall'età dei Volsci e poi dei Romani: variava però probabilmente l'estensione dell'area popolata: in età romana infatti si pensa che l'area della Cattedrale di San Clemente fosse occupata da un tempio rustico al dio Marte. Nel Medioevo, la città iniziò ad ascendere e l'area abitata a crescere dentro le nuove fortificazioni, che avvolgevano per un perimetro di tre miglia l'intera altura tra il fosso di Anatolia e il Vallone della Regina.
La strada principale era ed è corso della Repubblica, che segue il tracciato della via Appia dentro le mura, da porta Romana a porta Napoletana. Lo sviluppo quindi ha seguito la sua direttrice, riempiendo la parte orientale della città murata e tralasciando fino al XIX secolo le zone occidentali.
Con la crescita del secondo dopoguerra, Velletri si è espansa sia in direzione sud, lungo la Strada Statale 7 Via Appia, ma anche e soprattutto verso oriente, in parallelo a via Ariana, con i nuovi quartieri attorno alla Tangenziale e al nuovo Tribunale.

### Suddivisioni storiche

#### Decarcie
Velletri fin dal periodo medioevale è stata suddivisa in cinque decarcìe (singolare decarcìa), zone equivalenti ai rioni. L'origine del nome decarcia è plausibilmente legata al greco δεκα (deka, "dieci") e αρχια (arkia, "potere"), quindi "potere dei dieci".
Le decarcie sono in numero di sei:
- Decarcia Portella.
- Decarcia Collicello.
- Decarcia Santa Maria.
- Decarcia Castello.
- Decarcia Santa Lucia.
- Decarcia San Salvatore.

L'Associazione "Palio delle Decarcie Nicola Ferri" si è occupata dell'organizzazione del Palio fino alla cessazione della sua attività. Nel 2012 l'Associazione "Sbandieratori e Musici di Velletri" riceve l'incarico dall'Amministrazione comunale unitamente al Gruppo Equestre di Velletri.

#### Contrade
La nuova toponomastica comunale estesa a tutto il territorio comunale, ha sostituito nei documenti ufficiali la dicitura di contrada ma nella cultura popolare, dopo secoli di uso, esse sono ancora ben radicate ad indicare le aree rurali del territorio velletrano: le contrade di Velletri sono più di cento. Potrebbero essere paragonate alle frazioni o alle località di alcuni comuni, ma si trovano in un paesaggio di campagna e distaccato dal centro. Le contrade fanno da cornice al centro cittadino e sono sparse per tutto il territorio comunale. In molte di esse non vi è alcun servizio, mentre in altre vi sono supermercati, centri sportivi, vivai, scuole elementari. I nomi sono dovuti ad antiche leggende o a soprannomi dei vari colli sulle quali sorgono. Quasi tutte sono servite dalle autolinee comunali. Sono in genere composte da una strada principale che prende il nome dalla contrada in cui si trova e da numerose viuzze secondarie spesso senza uscita. Nelle contrade vi sono numerosi villini. Esse sono 90:
- Acqua Lucia
- Acqua Palomba
- Acquavivola
- Arcioni
- Aria Fina
- Campetto Macellari
- Capanna Murata
- Capitancelli
- Carbonara
- Carciano
- Casale
- Castel Ginnetti
- Castagnoli
- Ceppeta
- Cigliolo
- Cinque Archi
- Colle Barberetti
- Colle Calcagno
- Colle Caldara
- Colle Catalini
- Colle Cicerchia
- Colle dei Marmi
- Colle d'Oro
- Colle Formica
- Colle Gallinelli
- Colle Giorgi
- Colle Ionci
- Colle Noce
- Colle Ospedale
- Colle Ottone

- Colle Perino
- Colle Petrone
- Colle Piombo
- Colle Pipino
- Colle Rosso
- Colle Salvia
- Colle San Clemente
- Colle San Francesco
- Colle San Giovanni
- Colle Santa Maria
- Colle Scarano
- Colle Stringa
- Colle Zioni
- Colonnella
- Comune
- Crocefissi
- Faiola
- Fienili
- Fiume
- Fossatello
- Giannettola
- La Chiusa
- La Parata
- La Pilara
- Lazzaria
- Le Corti
- Le Fornaci
- Le Mole
- Lupacchiotti
- Madonna degli Angeli

- Malatesta
- Mercatora
- Monaci
- Morice
- Muracce
- Paganico
- Papazzano
- Peschio
- Piazza di Mario
- Poggi d'Oro
- Ponte di Mele
- Pozzetti
- Prato di Maggio
- Pratolungo
- Pratone
- Ponte Massorano
- Pratolungo
- Retarola
- Rioli
- Sant'Eurosia
- San Pietro
- Santirecchia
- Santo Tomao
- Selvanova
- Soleluna
- Spirito Santo
- Tevola
- Troncavia
- Ulica
- Vascucce

## Economia

### Agricoltura
(Gaetano Moroni, Dizionario di erudizione storico-ecclesiastica - Velletri, vol. LXXXIX p. 253.)
Il settore primario a Velletri si basa prevalentemente sulla produzione di vino e sul commercio dei prodotti della circostante regione agricola. Nel 1851 la produzione vinicola del territorio si aggirava sulle 14.000 botti, smerciate soprattutto a Roma.
Nel territorio di Velletri e in quello adiacente di Lariano si producono i seguenti vini DOC:
- Velletri bianco
- Velletri bianco superiore
- Velletri rosso
- Velletri rosso riserva

Alla fine dell'Ottocento, a Velletri venne aperta una Cantina Sperimentale, grazie all'impegno del deputato veliterno Menotti Garibaldi, che rappresentò un punto importante per lo sviluppo della città, che oggi ospita la facoltà di Agraria dell'Università della Tuscia.

### Industria
(Gaetano Moroni, Dizionario di erudizione storico-ecclesiastica - Velletri, vol. LXXXIX p. 253.)
Nel XIX secolo l'industria veliterna consisteva in una ricca ed eccellente fabbrica di cera, una fabbrica di sapone, cinque speziarie, alcuni droghieri e mercanti di panni, nove mulini da olio, e un opificio a vapore per il grano.
Il settore industriale è piuttosto vivace e l'area industriale ed artigianale si concentra lungo la via Appia Nuova, principale arteria di collegamento con le grandi industrie dell'Agro Pontino. L'effettiva zona industriale però si trova in Contrada Lazzaria, sede del carcere e della discarica comunale, e consta di svariati impianti al confine con la provincia di Latina. Tra le attività artigianali più diffuse e rinomate vi sono l'arte della ceramica e della terracotta.

### Servizi
Esistevano durante lo Stato Pontificio a Velletri due monti frumentari, enti benefici verso i bisognosi: uno era il Monte dell'Abbondanza o Annona, chiuso al tempo di papa Pio VII, l'altro era il Monte di Pietà "Ginnasia Gregna", istituito da Caterina Ginnasi nel 1639, nipote del cardinale vescovo Domenico Ginnasi (1630-1639), e beneficiato dal cavalier Nicola Gregna nel 1797. Il Monte di Pietà cessò la sua attività nel 1940. Un Monte di Pietà era già stato instaurato a Velletri intorno al 1470, ad opera di Giovanni Mancinelli allora uno dei Signore Nove che governavano la città. Fu il primo Monte non derivato dalla predicazione Francescana e uno dei primi a nascere fuori dalla zona umbro-marchigiana.
Nel 1885 nacque la prima banca velletrana, la Cassa di Risparmio di Velletri; nel 1895 venne invece costituita la Banca Cooperativa Commerciale-Agricola di Velletri, e nel 1903 la Banca Cooperativa Pio X.
Velletri è sede della Banca Popolare del Lazio, una società cooperativa per azioni che ha filiali in tutta la regione.
Fin da tempo immemorabile si celebra la fiera in occasione della festa patronale di san Clemente, che nel XIX secolo durava dal 23 novembre al 2 dicembre; anticamente, si celebravano anche altre due fiere: una dal 15 al 23 agosto e una dal primo lunedì di maggio a dieci giorni a venire.
Mentre in tempi antichi il giorno di mercato franco era il sabato, il mercato settimanale si tiene di giovedì nel quartiere San Biagio. Il mercato dell'usato è invece situato, sempre di giovedì, nell'area adiacente al Parco Muratori.
L'11 maggio 2003 è stato inaugurato il nuovo Mercato Ortofrutticolo di Velletri, dotato di 44 banchi su un'area di 1.800 m2. È costato 950.000 euro con i contributi della provincia di Roma e del comune di Velletri.

### Turismo
Velletri era una delle tappe del Gran Tour d'Italia: tappa obbligata tra Roma e Napoli, inoltre attirava molti viaggiatori per le ricchezze delle sue collezioni museali e per le sue bellezze naturalistiche ed architettoniche. Nel 2011 Velletri è stata la città capolinea della prima tappa del Giro Internazionale Femminile di Ciclismo: la tornata ciclistica è stata vinta da Marianne Vos, che avrebbe poi collezionato il maggior numero di maglie rosa nel tour 2011.

## Infrastrutture e trasporti

### Strade

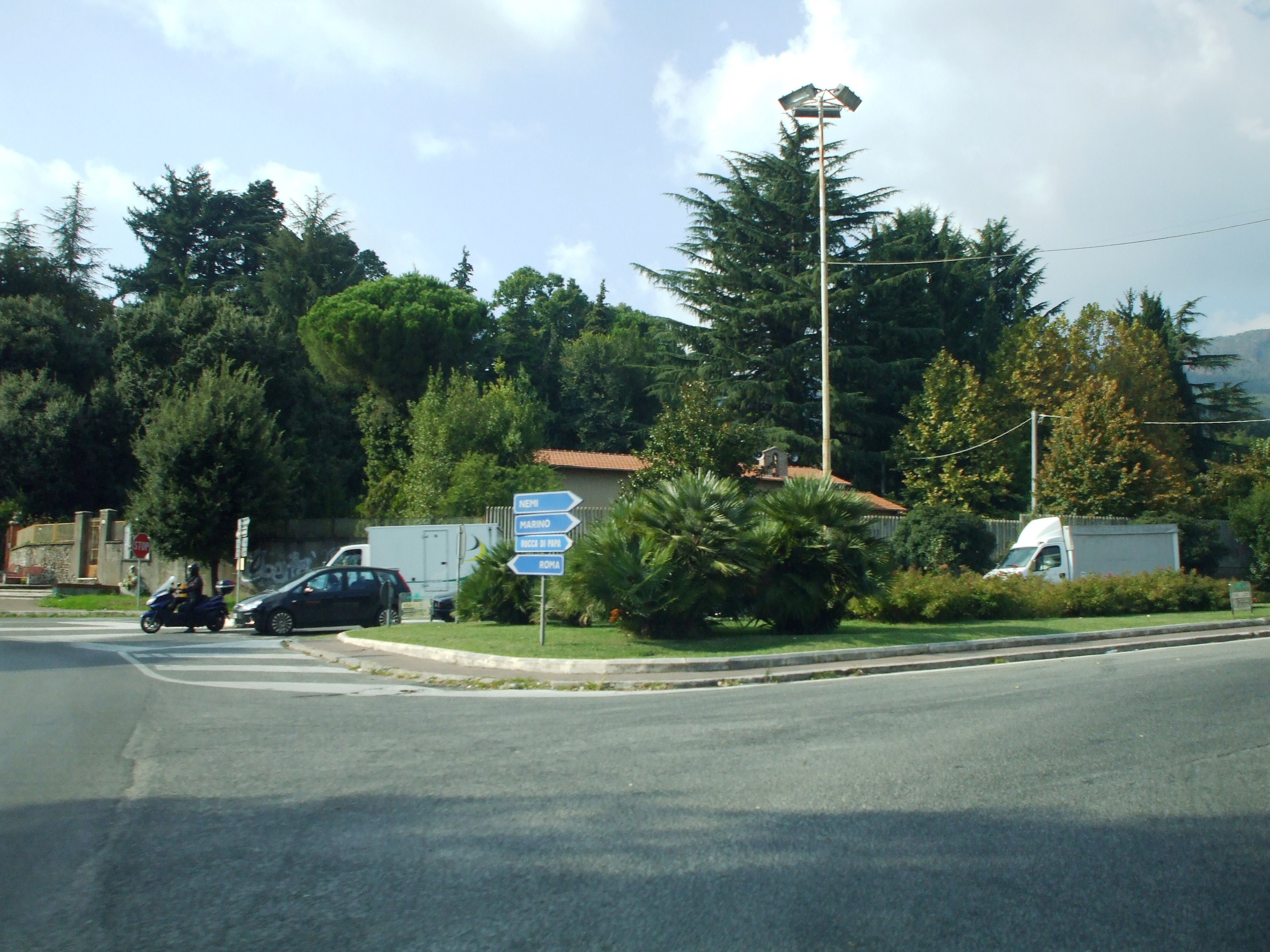
Il bivio Via Appia - Via dei Laghi.

Velletri è storicamente interessata dal tracciato di strade importanti: fin dall'età romana infatti, per Velitrae venne fatta passare la via Appia. In età medioevale, Velletri fu punto di arrivo di vari percorsi che da Roma conducevano a Napoli, alternativi alla via Appia impraticabile nel tratto pontino. Papa Pio VI tra il 1789 ed il 1791 bonificò il tracciato della via Appia, chiamata così anche via consolare Pia, realizzando il tracciato seguito dalla Strada Statale 7 Via Appia tra Genzano di Roma e Velletri, in antico chiamato "stradello dei Genzanesi".
Le principali arterie che attraversano il territorio veliterno sono la Strada Statale 7 Via Appia e la Strada statale 217 Via dei Laghi, che si incontrano poco prima di entrare nel centro storico di Velletri, che è circondato da una tangenziale. Importante è anche la Strada Provinciale 304 Via Ariana, che conduce da Velletri a Lariano e dunque alla via Casilina, e la Strada Provinciale per Anzio e Nettuno.
Velletri è servita dalle autolinee COTRAL con una Autostazione davanti alla stazione.

### Ferrovie

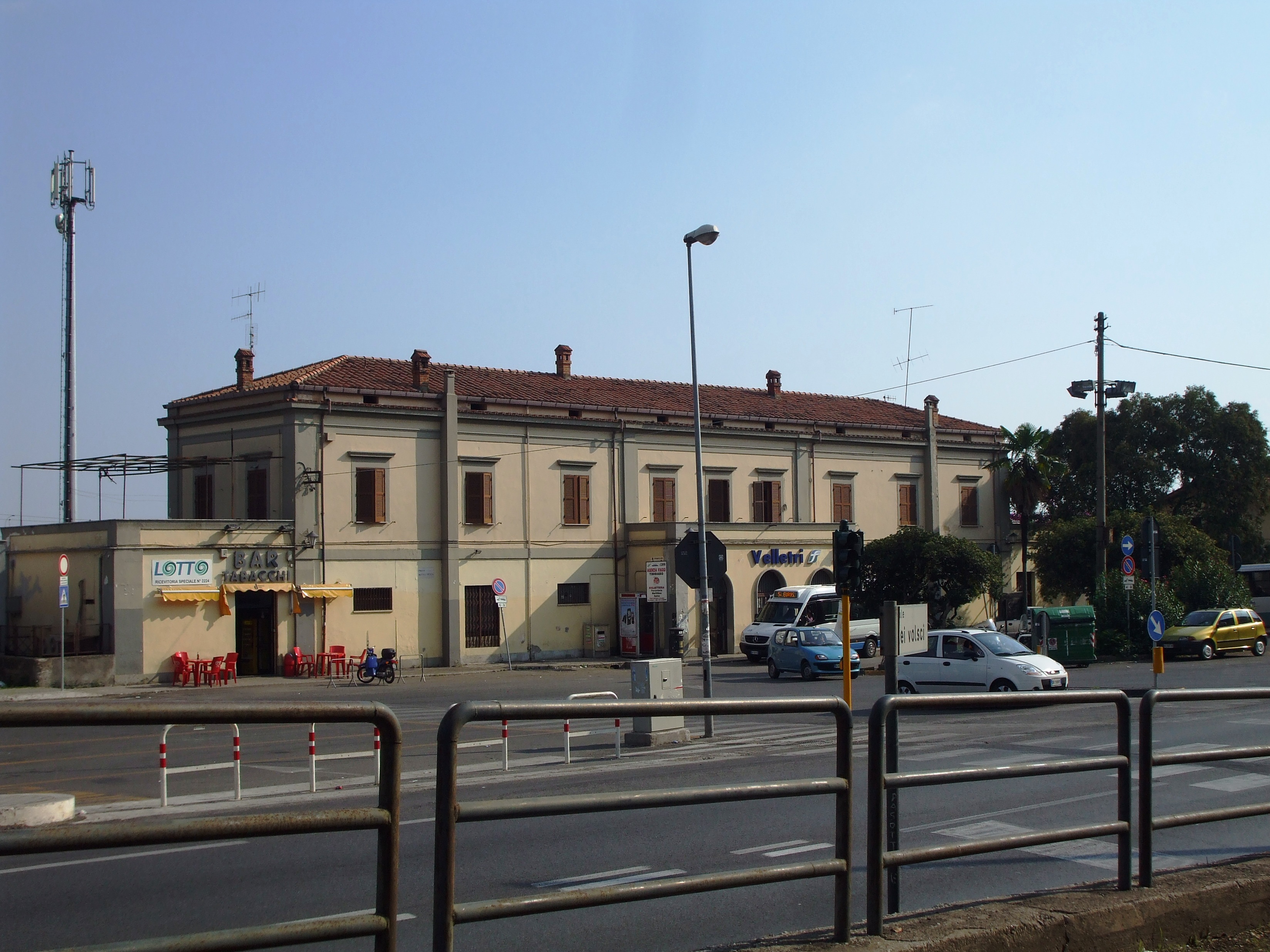
La stazione ferroviaria di Velletri, capolinea della ferrovia Roma-Velletri

La linea ferroviaria a Velletri giunse nel 1863, quando papa Pio IX in persona inaugurò la ferrovia Roma-Velletri, terza linea ferroviaria dello Stato Pontificio (dopo la Roma-Frascati e la Roma-Civitavecchia). Venne per l'occasione pubblicata una medaglia commemorativa, sul cui retro compare il monumentale ponte in ferro che attraversa il vallone del fosso di Anatolia, simbolo della modernità della città. In seguito la linea venne prolungata dalla stazione di Velletri fino a Colleferro, su un tratto poi dismesso.
Il tram venne portato a Velletri dalla STEFER il 12 aprile 1913, con l'apertura del tronco delle tranvie dei Castelli Romani proveniente da Genzano, che già era collegata all'intercastellare Albano-Marino-Frascati, a Lanuvio e alla direttrice Appia per Roma. L'ultima corsa sulla linea Genzano-Velletri venne effettuata dalla STEFER il 4 giugno 1954.

## Amministrazione

### Gemellaggi
Da oltre sessant'anni Velletri è gemellata con:
- Esch-sur-Alzette
- Puteaux
- Mödling
- Offenbach am Main
- Zemun
- Kőszeg
- Vsetín

## Sport

### Atletica leggera
- ASD Atletica Velletri.[98]
- Giovanni Scavo Velletri.[98]
- Amatori Top Runners Castelli Romani.[98]

### Calcio
La VJS Velletri, società fondata nel 1955, con colori sociali rosso-nero giunse fino alla Serie D nel 1978, arrivando negli anni successivi, ripetutamente ad un passo dalla promozione in serie C. Milita nel 2024-25 nel Campionato di Promozione.
Altra formazione veliterna è la "SPQV Velletri Calcio" nata nel 2020 dalla fusione delle 4 principali società di calcio a Velletri, nella stagione 2024-25 partecipa al campionato di Prima Categoria.
Ci sono anche due società di livello minore: Il rayo velletrano che milita in seconda categoria e lo Sparta Velletri che milita in terza categoria.
Sono presenti anche quattro società sportive di calcio a 5
Calcio a 5
- A.S.D. Technology C5, fondata nel 2018, vanta due promozioni di fila. Vincitrice del campionato Serie D nel 2018/2019 e 3' classificata nel campionato Serie C2 nel 2019/2020. Nella stagione 2023-24 ha vinto il campionato di Serie B, nella stagione 2024-25 giocherà in Serie A2
- Atletico Velletri che milita nel campionato di Serie C2
- FC Blaugrana milita nel campionato di Serie C2
- Olympia Velletri che milita in Serie D

### Pallacanestro
- Virtus Velletri che, nel campionato 2019-2020, milita nel campionato maschile di Serie C Silver.[99]
- A.S. Velester che nel 2019-2020 milita nel campionato maschile di Promozione.[99]

### Pallanuoto
A Velletri ha sede l'F&D H2O Velletri, squadra di pallanuoto femminile militante in Serie A1.
Per quanto riguarda la pallanuoto maschile ha sede l’Aquademia A.S.D.
La prima squadra maschile milita in serie B.

### Pallavolo
- ASD Pallavolo Velletri, fondata nel 1963, che nel 2019-2020 milita nel campionato maschile di Serie C.[100]

### Tennistavolo
Il tennistavolo a Velletri esiste fin dagli anni ’70. L’attuale ASD Vigor Velletri è stata fondata nel 1990, anno in cui è partita dalla Serie D. Dagli anni 2000 la prima squadra ha militato fra la C1 e la C2. Nellastagion e 2024/2025 la formazione principale parteciperà al campionato di Serie C2.

### Impianti sportivi
Lo Stadio Comunale Giovanni Scavo, con una capienza di posti a sedere per 3.028 spettatori (m 109x68), è uno stadio in erba dove si differenziano due diverse tribune ed è intitolato al veliterno Giovanni Scavo, ex campione italiano di atletica leggera del 1957 degli 800 metri e staffetta 4 x 400. Lo stadio si trova in Piazzale Giovanni Vincenzo Savo (ex campione italiano professionisti dei pesi mosca di pugilato negli anni 1930-1931).
Lo Stadio Comunale B è invece un campo di minori dimensioni (m 105x60) munito di una sola tribuna con capienza di circa 500 persone, dove giocano le altre squadre che rappresentano Velletri e che militano in categorie inferiori.
Il palazzetto dello Sport invece è stato inaugurato nel dicembre 2008, ed è situato su via Ariana. L'impianto, con capienza di oltre 4.000 spettatori tra seggiolini e posti in piedi, e regolamentare per gare agonistiche, omologato per le più importanti competizioni nazionali, è stato intitolato a Spartaco Bandinelli, pugile veliterno vincitore di una medaglia d'argento alle olimpiadi del 1948. Nel 2009 ha ospitato gli Europei di Box Tailandese, nel 2010 l'incontro Italia-Russia di karate con la presenza della campionessa mondiale femminile 61 kg, la russa Maria Sobol, e le qualificazioni al campionato europeo di pallavolo maschile Under 21 nelle quali gli azzurrini hanno vinto due gare su tre nel loro girone contro Belgio, Portogallo e Slovenia.
Presente infine la palestra Polivalente che ha assunto la funzione di Palazzetto dello Sport per numerosi anni e che resta un importante polo sportivo in cui si tengono gare di pallavolo e basket. La capienza è di circa 2.000 spettatori.
Altre società veliterne utilizzano palestre e impianti che hanno uso sia sportivo che didattico essendo parte di istituti superiori di Velletri.